# 霊柩車

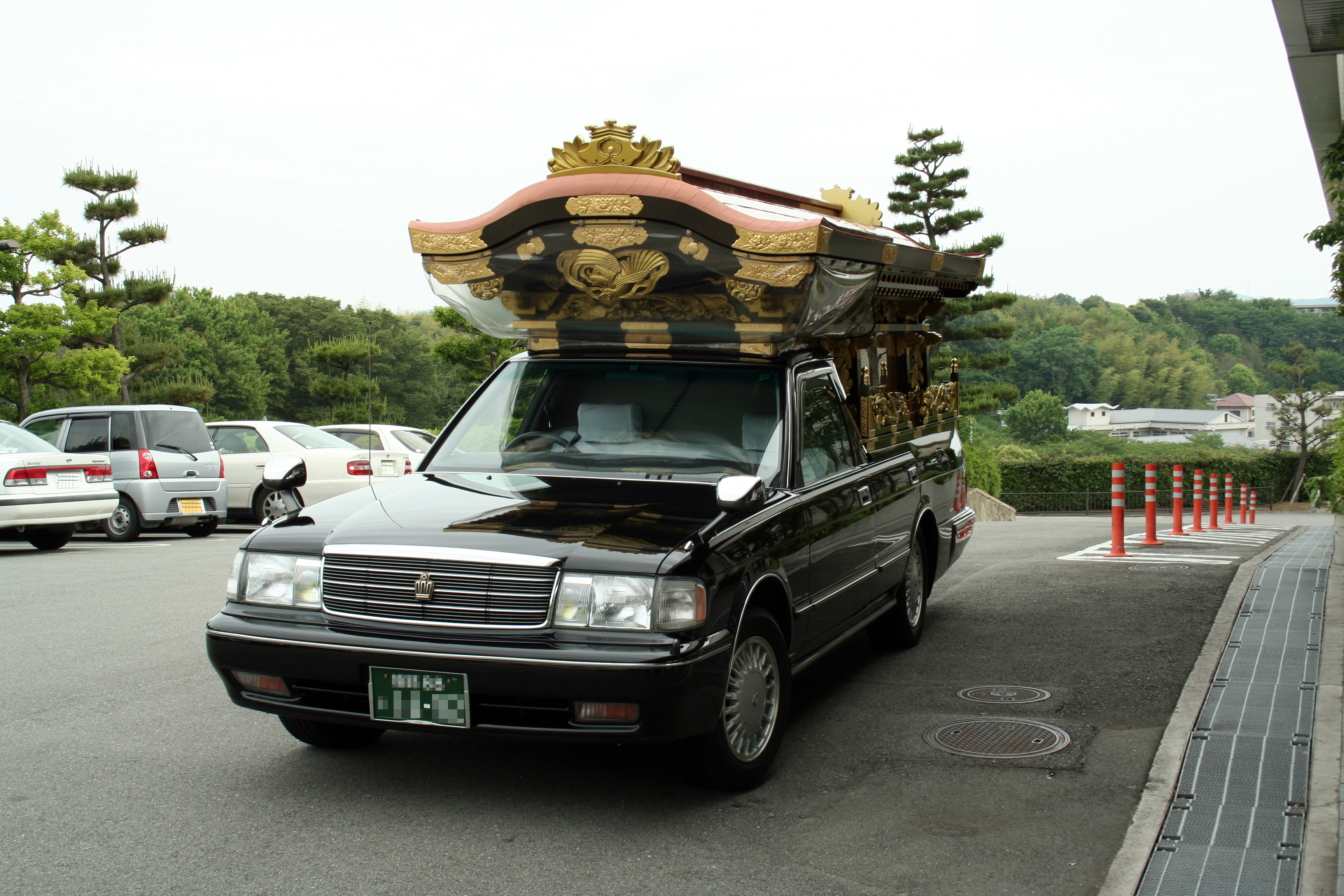
日本の宮型霊柩車

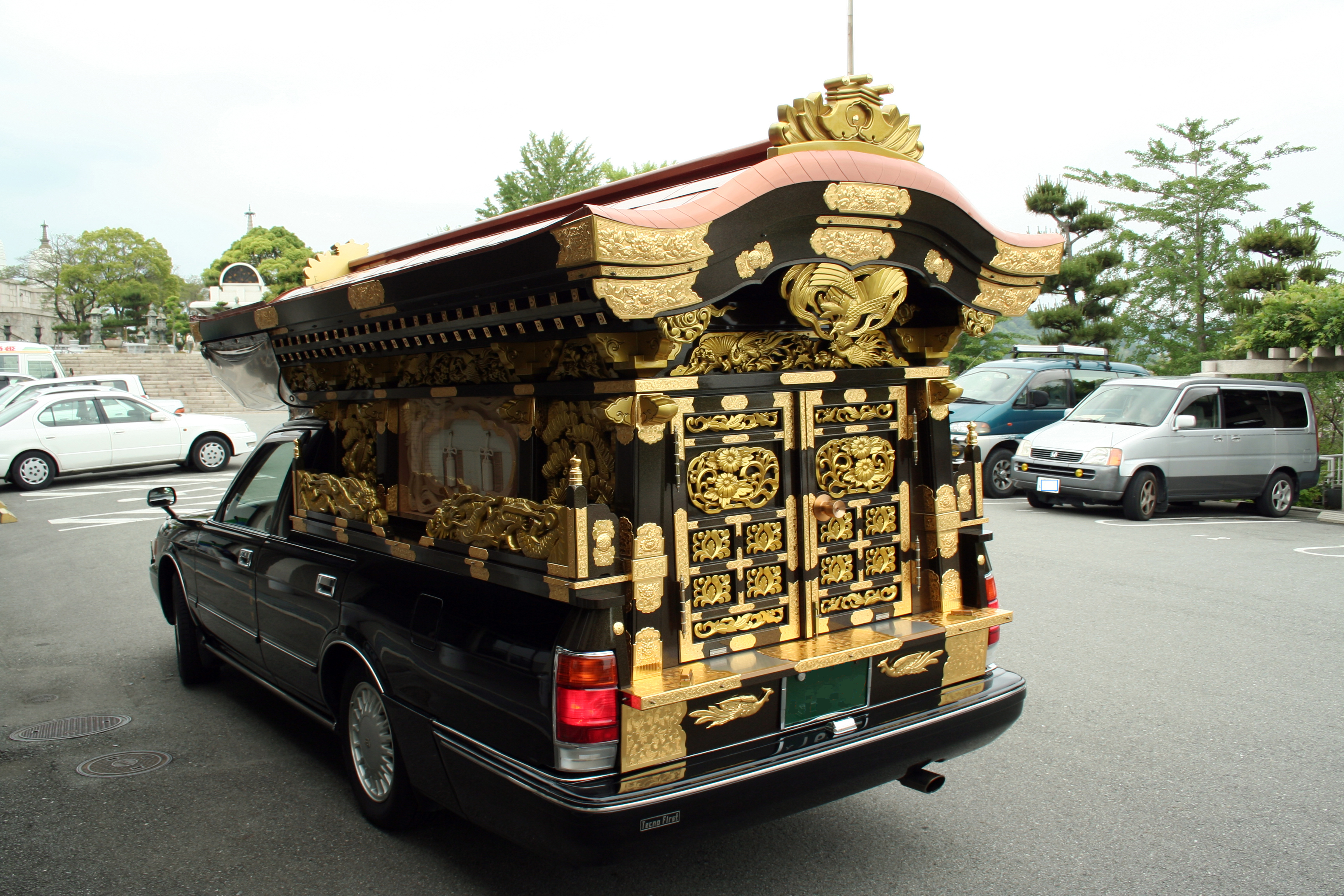
宮型霊柩車のリアスタイル

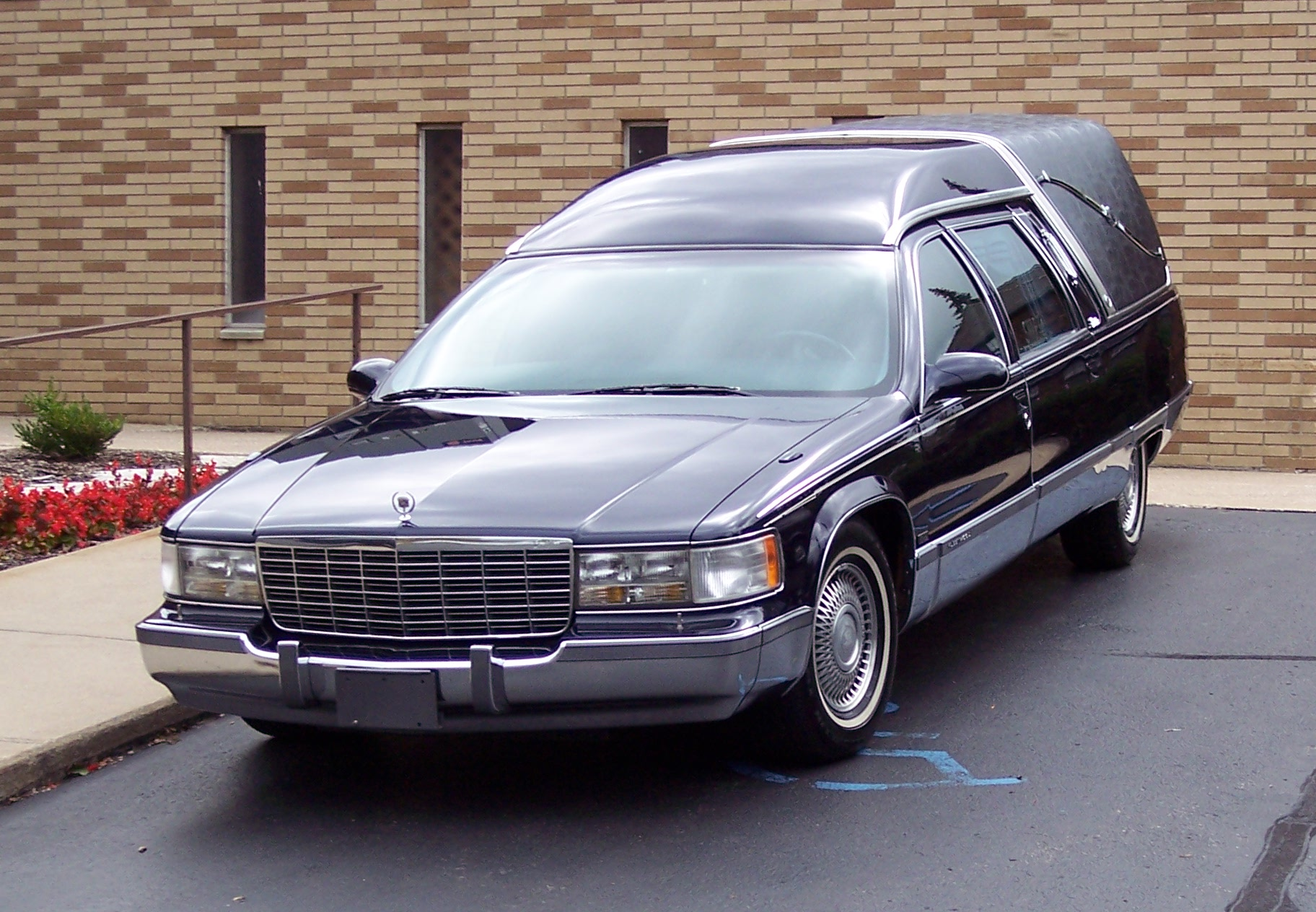
洋型霊柩車の例

霊柩車（れいきゅうしゃ、英語: hearse または funeral car，funeral coach）とは、葬送において遺体を移動させるために用いられる車両。イギリスの霊柩馬車に起源があるとされ、手引き車、馬車、自動車のほか、鉄道車両にも見られる。
日本では神道や仏教の建築様式を模した独特の「宮型霊柩車」が用いられる。「柩」が常用漢字に含まれないため、日本の法令では霊きゅう自動車と表記される。

## 欧米
欧米のキリスト教圏では参列者が最後まで見送れるように、巨大なリアクオーターウインドウとバックウインドウを取り付けるなど、棺をあえて車外から見えるようにしたタイプも多い。
キリスト教では「死のケガレ」といったタブーが薄く、死はむしろ「天国への凱旋」として肯定的に捉えられる。また教会での葬儀には誰でも参列でき、親族以外の信徒も葬式の手伝いなどをする。こうした文化が霊柩車の形態にも影響を与えている。

### 英国
イギリスの霊柩馬車に起源があるとされる。

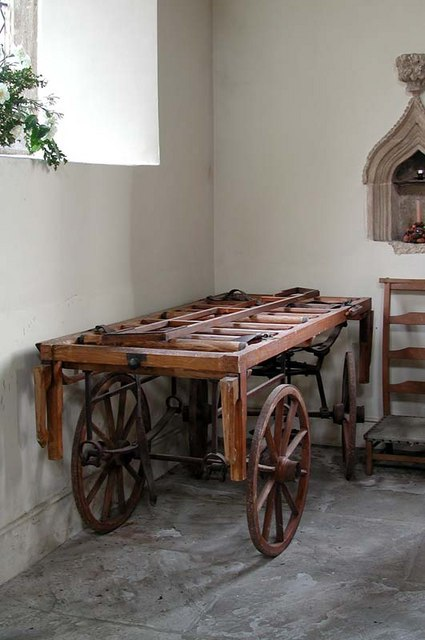
イギリスのシンプルな霊柩馬車の例。
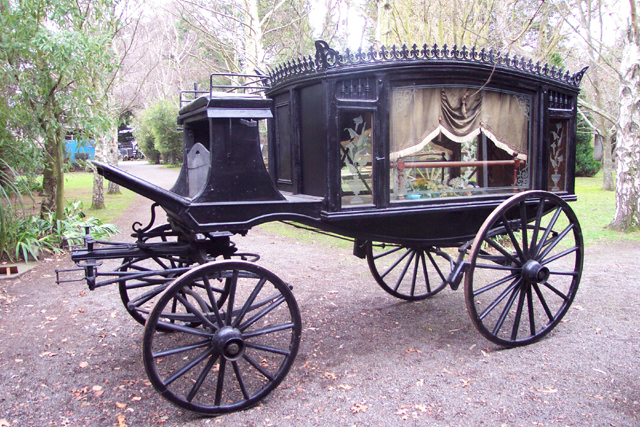
19世紀末製のイギリスの霊柩馬車の例。
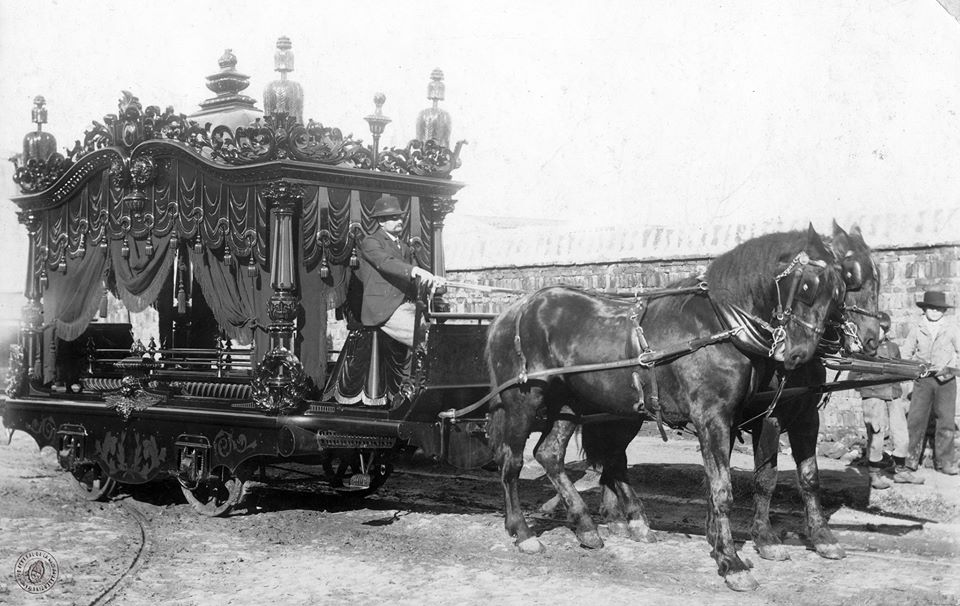
20世紀初頭アルゼンチンブエノス・アイレスにおける霊柩馬車。
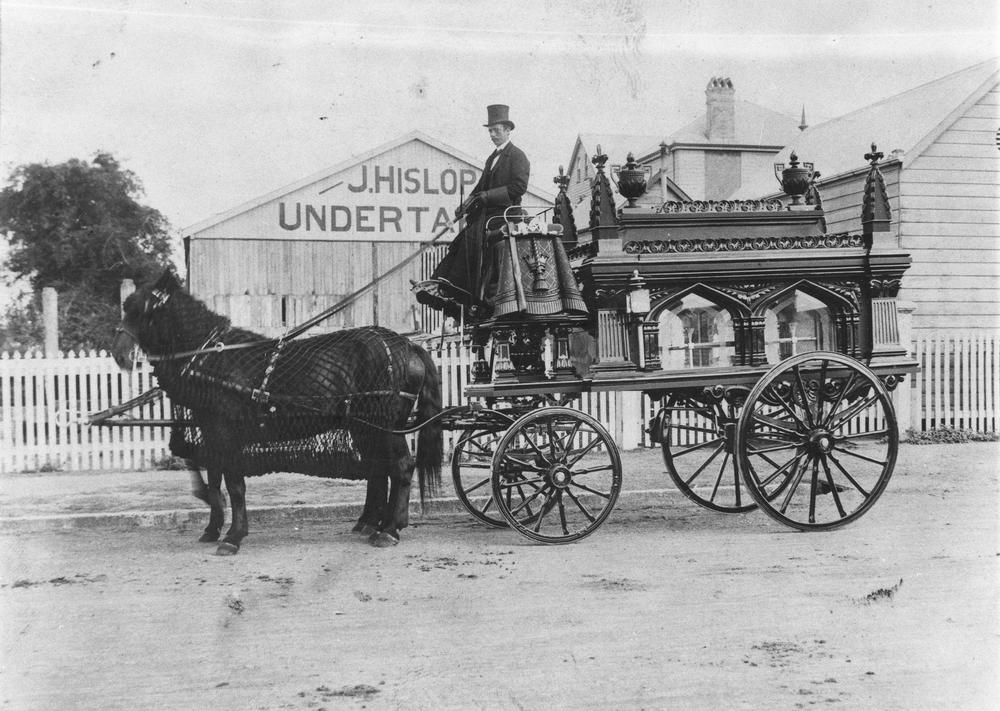
20世紀初頭のイギリスの霊柩馬車の例。
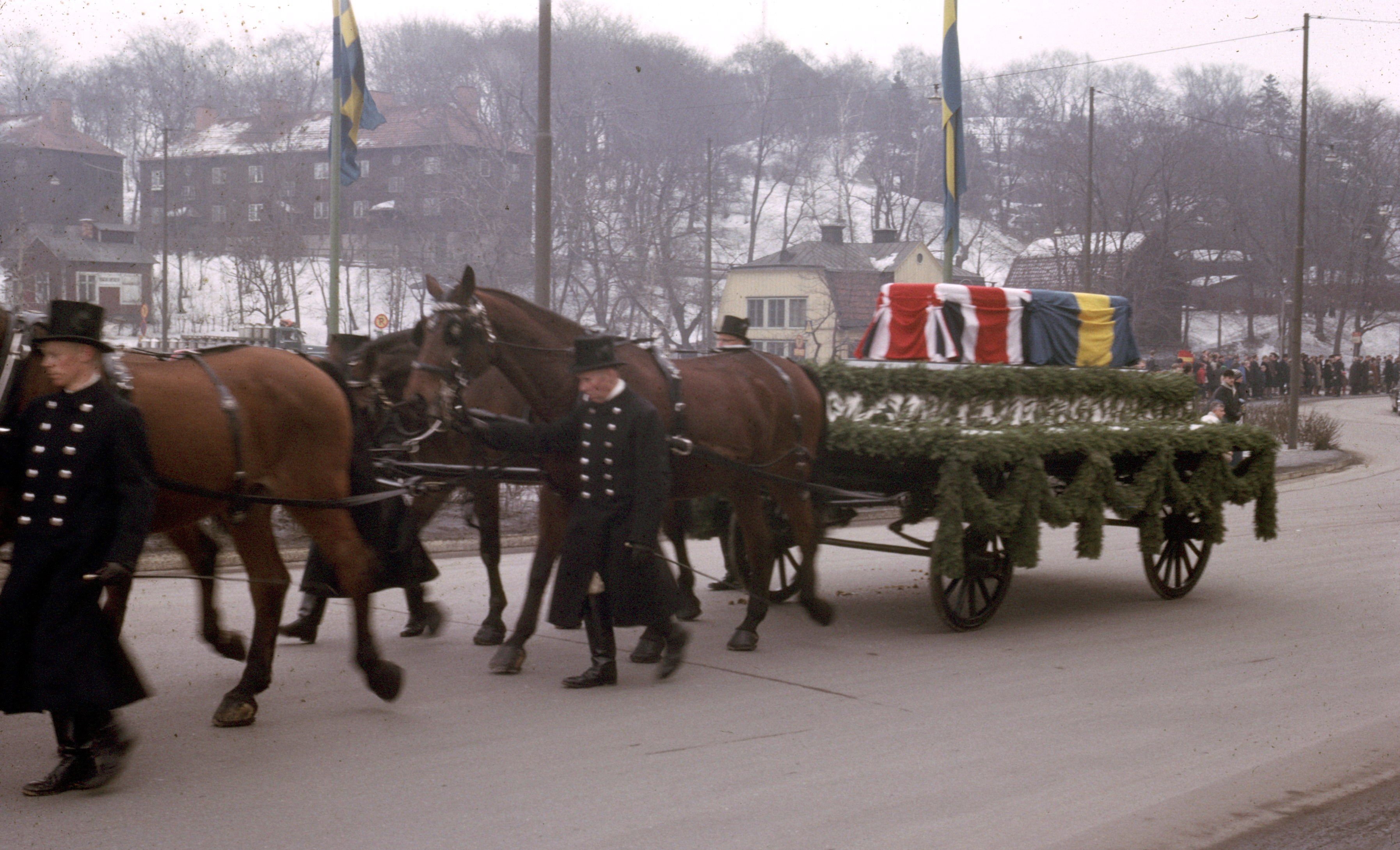
スウェーデン王妃ルイーズ・マウントバッテンの葬列の霊柩馬車。1965年3年13日。

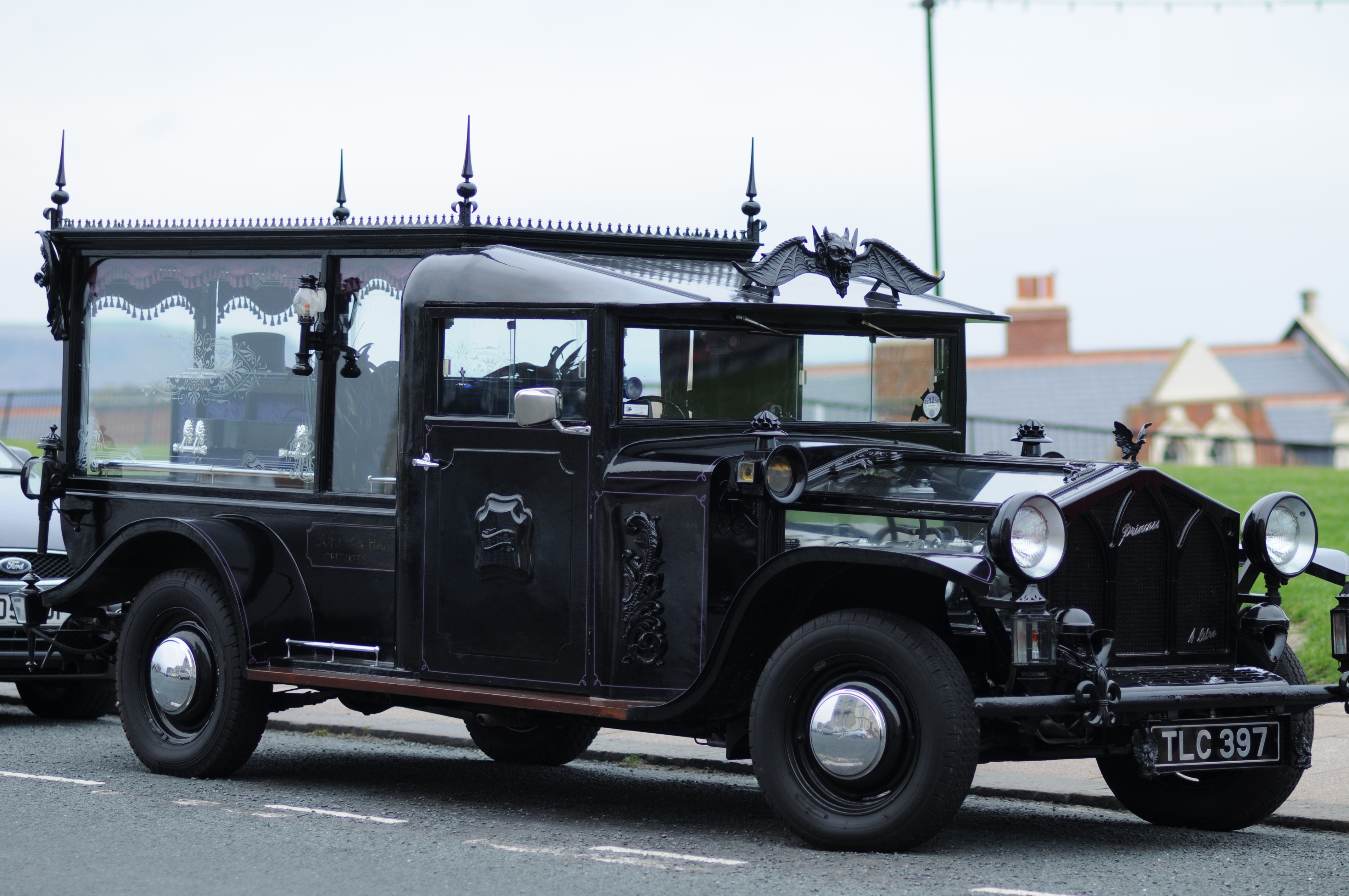
イギリスの霊柩車の一例

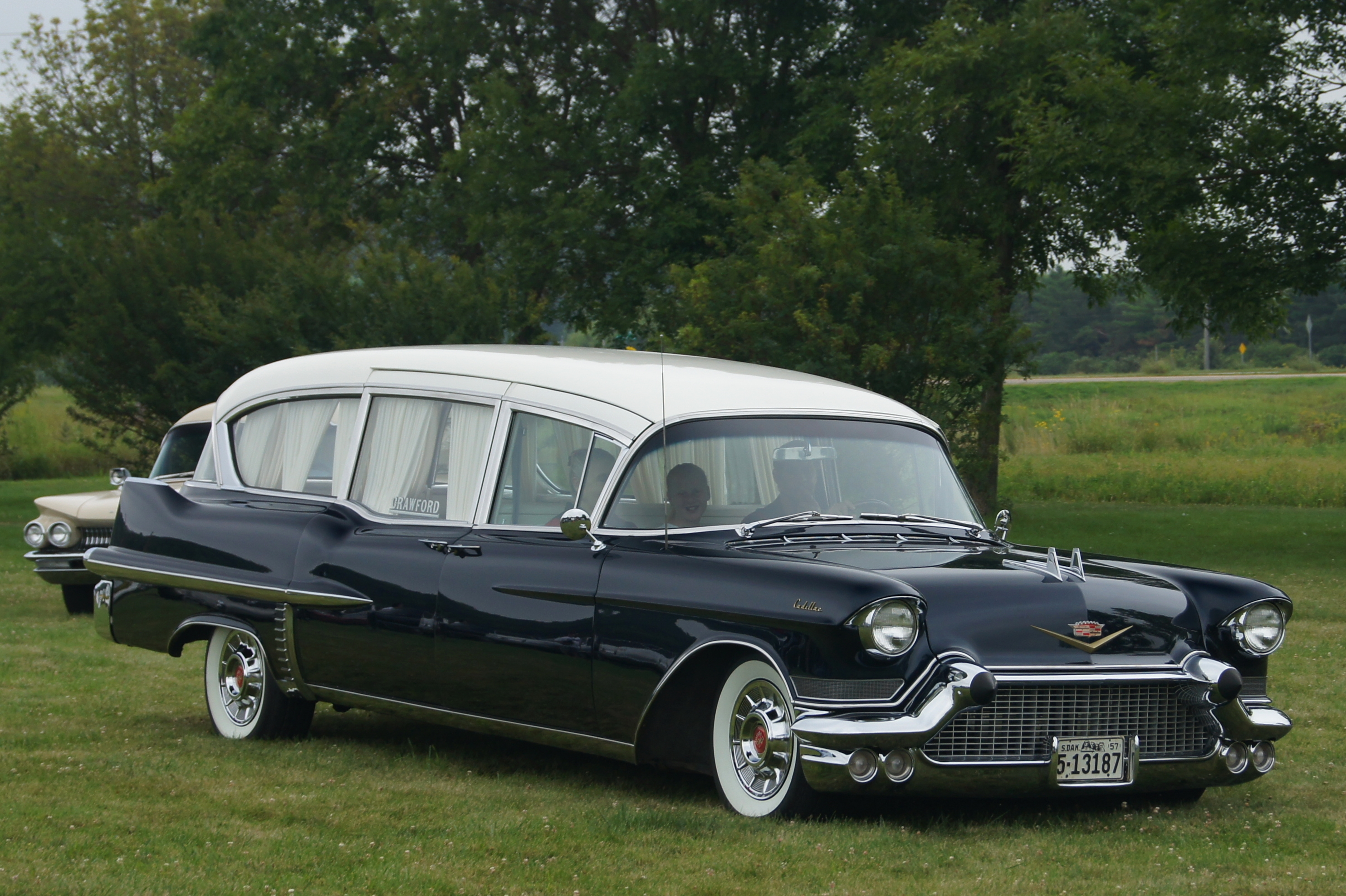
アメリカの霊柩車の一例

スコットランド地方では、1840年代になると、従来のスコットランド国教会の教会墓地とは別に、民間共同墓地が開設されるようになった。
民間共同墓地では墓の提供に加えて規格化された葬送として霊柩馬車が採用された。それまでは、水平にした梯子に棺を乗せて運ぶ梯子葬列 (spoke funeral) 、棺を肩まで担ぎ上げて運ぶ肩葬列 (shoulder funeral) といった徒歩葬列が一般的であったが、霊柩馬車によって葬列の移動時間が短縮された。
自動車が発達すると、霊柩馬車は衰退し、霊柩車が用いられるようになった。しかし、現代でも葬儀社に依頼すれば、2頭立て御者付きの伝統的な霊柩馬車を手配してもらうことができ、根強い需要がある。
2021年に死去したエディンバラ公フィリップの葬儀では、霊柩車としてランドローバー・ディフェンダーの改造車が用いられた。生前、フィリップ自らが改造を指示していたもので(画像リンク)、ピックアップ・トラック形で荷台部分が棺室になっている。

### 米国
米国の葬儀は、一般に教会あるいは葬儀社のホールにて執り行われることが多い。葬儀後に墓地が葬儀場から遠いときは棺を霊柩車で移動する。また、葬列の巡行が求められる際にも霊柩車が仕立てられる。

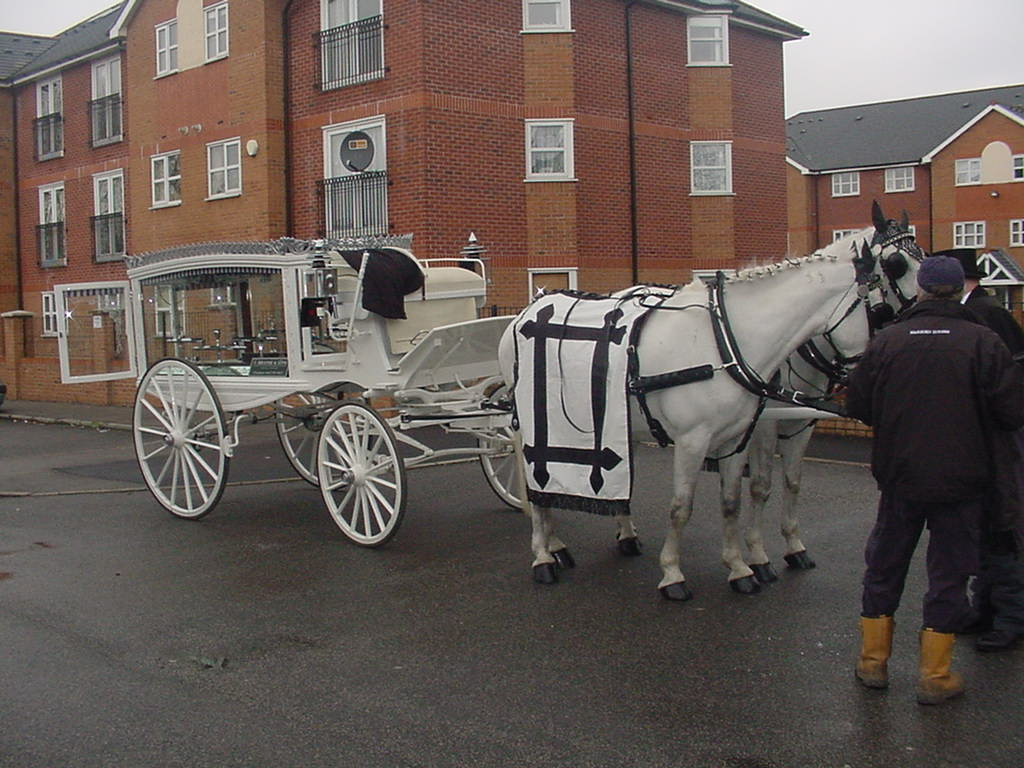
伝統的には黒馬の二頭立てだが近年は必ずしも拘らない。2018年、イギリス、マンチェスターにて
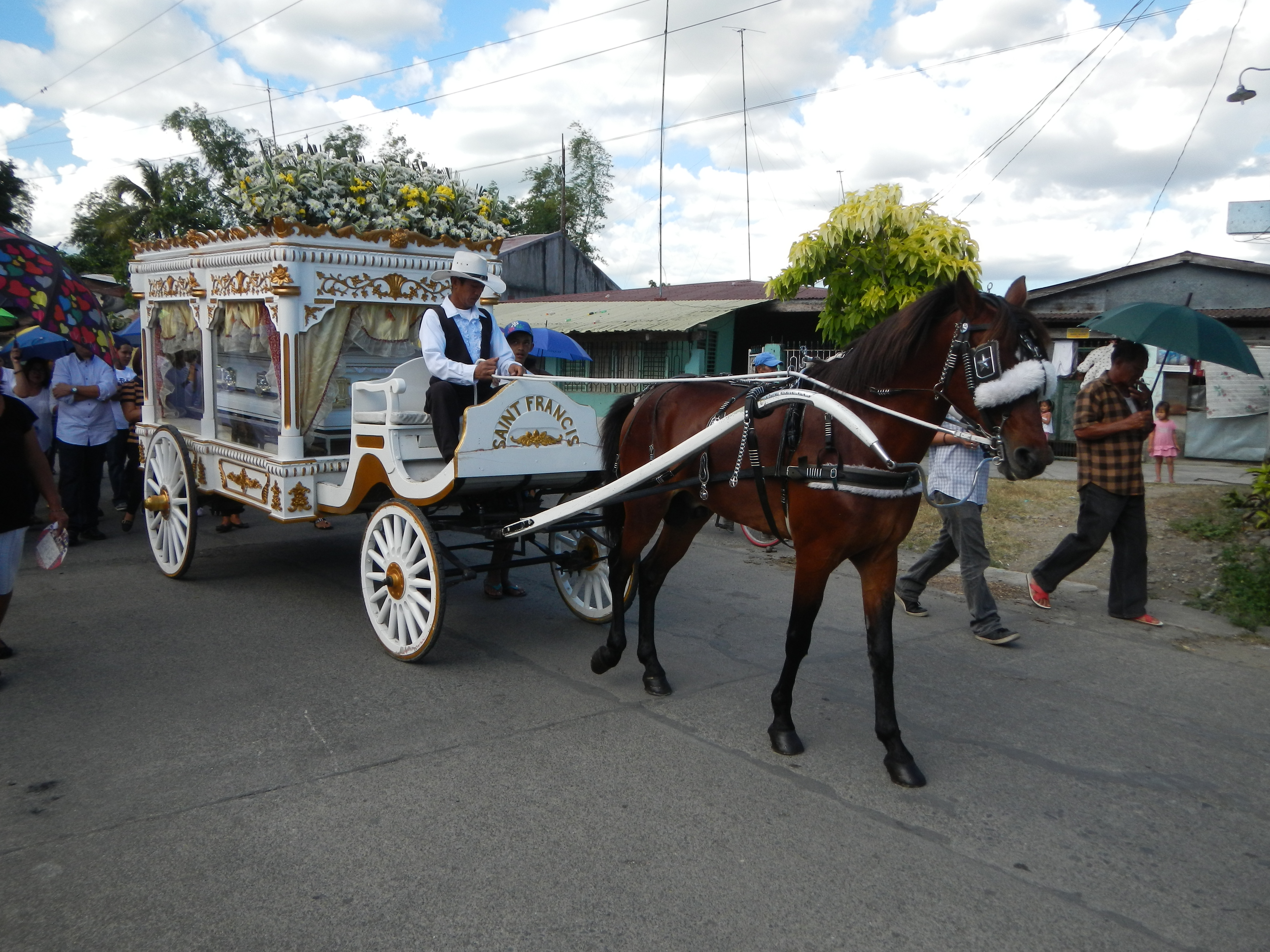
フィリピンにおける霊柩馬車の例。2015年
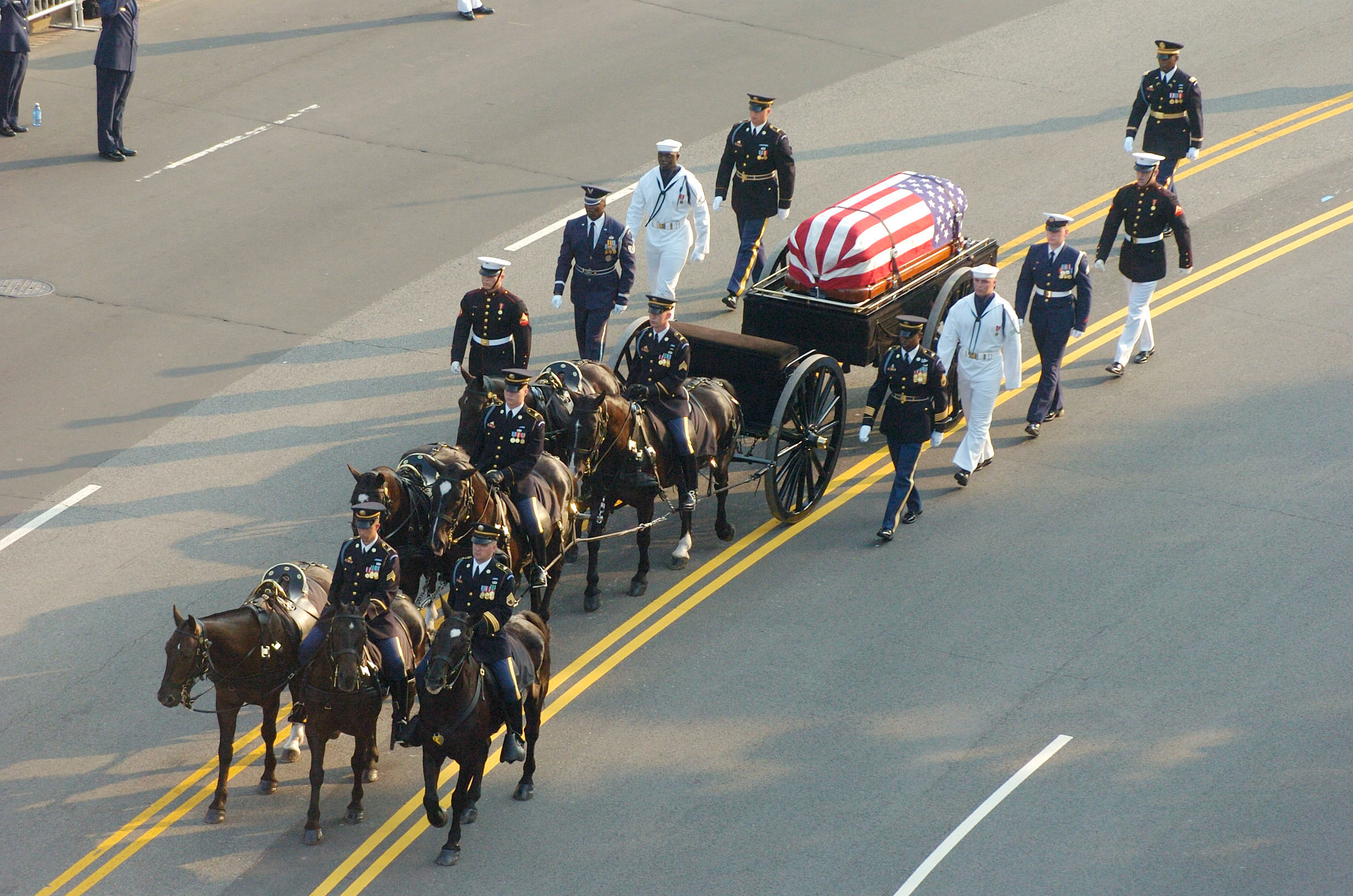
国葬にされたレーガン大統領の霊柩馬車。大統領は軍最高司令官であるため、軍用馬車（ケーソン）の様式である。2004年、ワシントンDCにて

## 日本

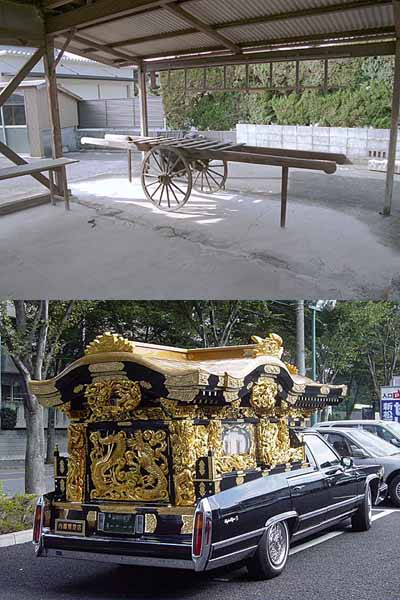
日本の霊柩車
上：棺車。2002年12月20日に三重県で撮影。
墓地併設の火葬炉のわきに置かれていたもの。この棺車は比較的素朴なものだが、近隣では手すり様の飾りが付いたものや、リヤカーのようにゴムタイヤを使ったものなども存在した。
下：宮型霊柩車。2003年10月20日に関東地方で撮影。

日本では遺体を納めた棺を輿に乗せ、人が担いで運んでいた。輿の屋根は唐破風で、後の宮型霊柩車の原点となっている。
その後、棺は大八車様のものに乗せて運ばれるようになり、これは「棺車」と呼ばれた。「棺車」には二方破風の屋根が付けられ、側面には花鳥等の彫刻が施されるなど、装飾や形状は後の宮型霊柩車に近いものであった。

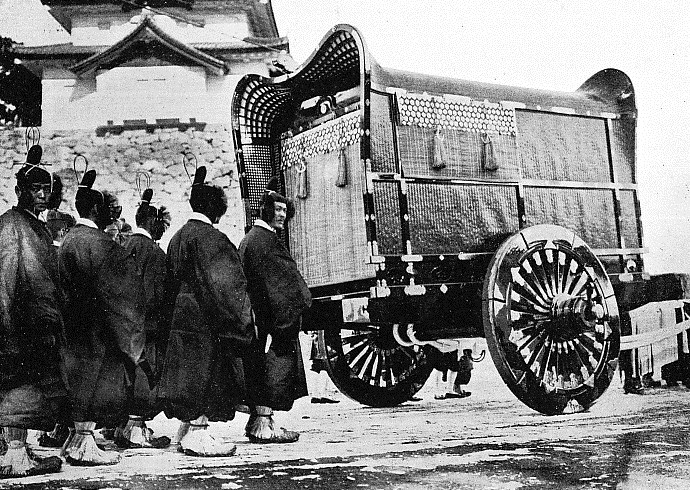
大正天皇崩御の際の轜車(貴人用の霊柩車)。動力は牛
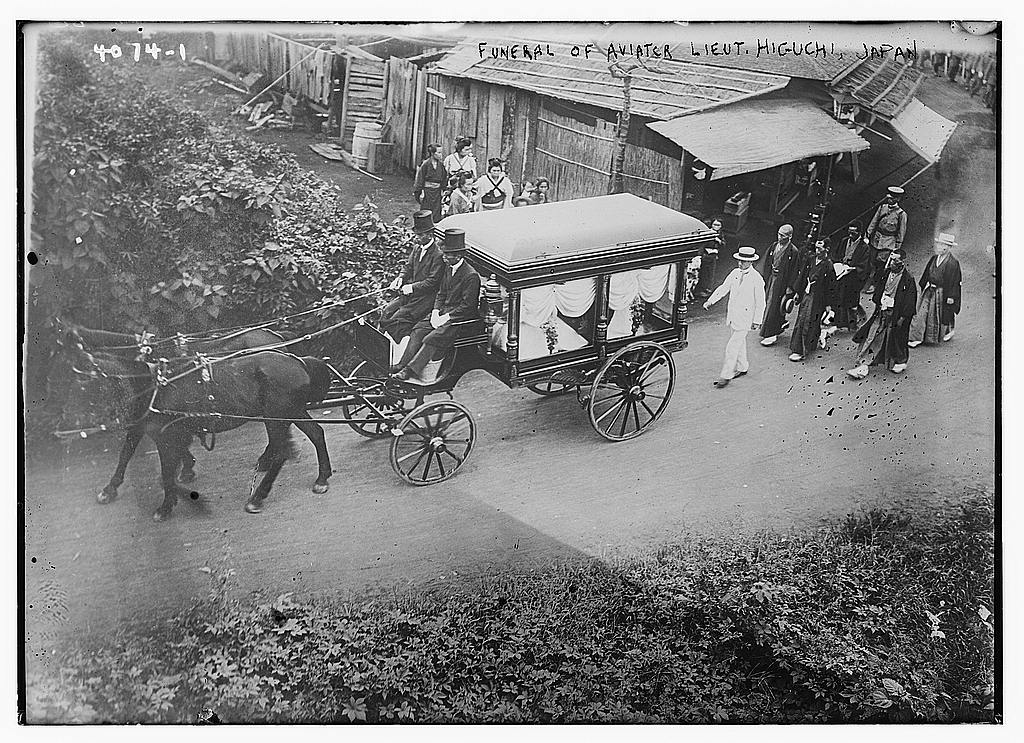
樋口嘉穂中尉の葬儀における霊柩馬車
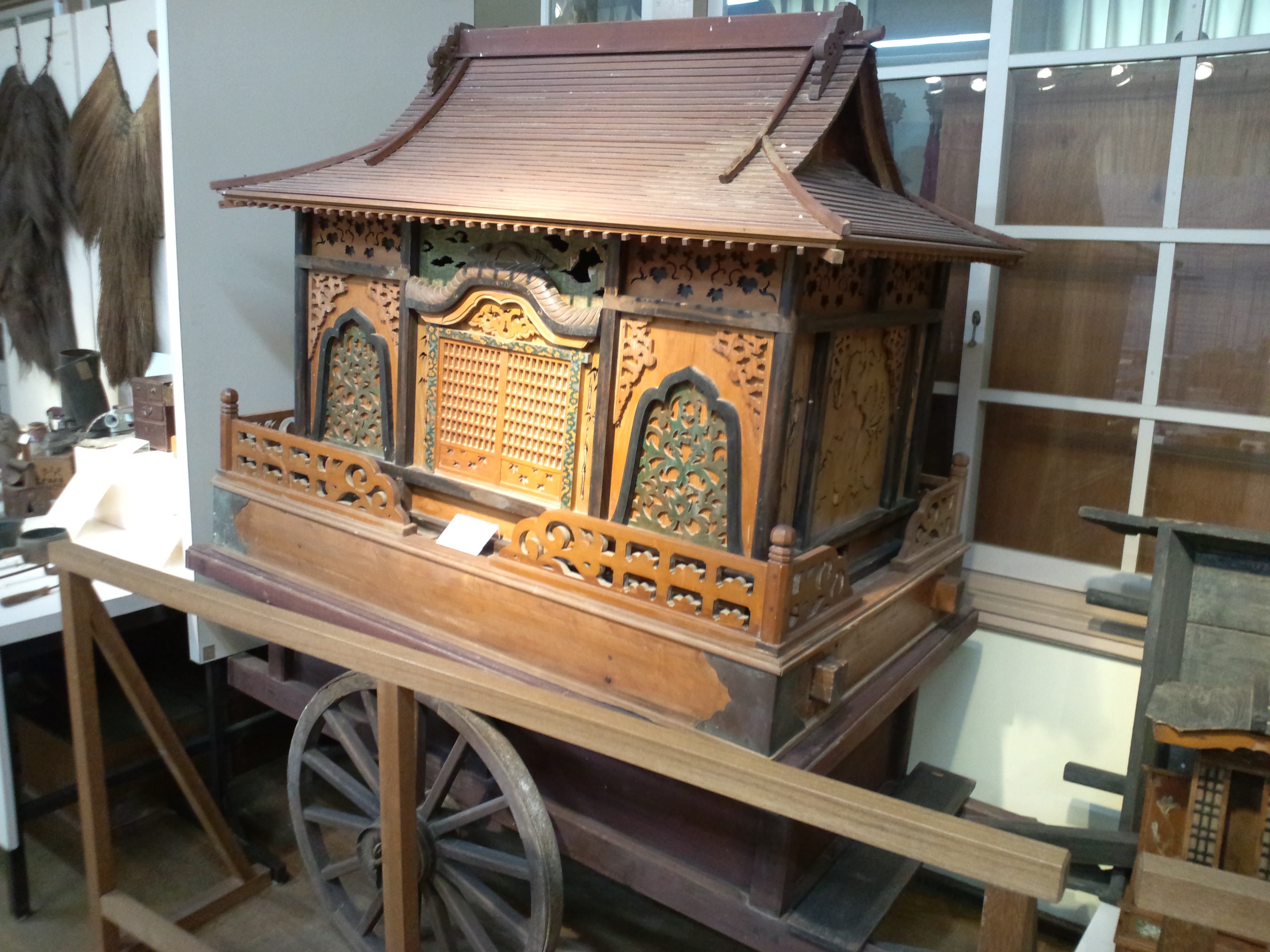
大正から昭和初期に使われていた霊柩車。田原市民俗資料館 所蔵

その後、トラックの荷台に前述の輿のようなものを乗せて運ぶようになり、さらにそれが自動車と一体化した。21世紀初頭の日本で一般的なスタイルは、大阪にあった葬儀屋・駕友葬祭を経営する鈴木勇太郎によって1917年（大正6年）に考案された。その後はより格式の高い高級乗用車のシャーシが用いられるようになった。
1921年（大正10年）9月4日には、名古屋市にある一柳葬具店が、新愛知新聞に外国製自動車を改造した霊柩車の広告を掲載している。
昭和初期はアメリカ製高級車パッカードを改造したものが多かった。同車は上流層の自家用や官公庁の公用車として好んで用いられており、ボディが老朽化した後もエンジンとシャシは再利用に耐えたことから、中古車が霊柩車のベース車として多用された。なお、イギリスでも同様の理由で最高級車ロールス・ロイスの中古車が霊柩車に改造さることが多く、「誰でもいつかはロールス・ロイスに乗れる」（=死んで棺に入った時に霊柩車に乗れる）というジョークがある。
アメリカ車は日本車や欧州車に比べて概して大型で、ボディとは独立したフレームを備えた旧い設計を踏襲しており、エンジンのトルクが大きいことから、重く大きな霊柩車ボディを載せるのに向いており、日本では1990年代まで改造のベース車としてアメリカ車が好んで用いられていた。1990年代以降は、国産車を改造したものが普及した他、様々な車種が霊柩車に改造されている。
2015年現在、日本では約6,000台が登録され、年間500台が更新されている。全国に約10社の改造メーカーがあり、特に手の込んだ改造ができる会社は6社である。霊柩車はすべてオーダーメイドである。また、光岡自動車やカワキタではアジア圏へ霊柩車を輸出している。
ライフスタイルや葬儀に対する考え方の変化から、霊柩車の形態は変化している。宮型が減少し、西洋型の割合が増えている｡これは派手な霊柩車が好まれなくなったことや、保安基準の改正や、ベースとなる乗用車の変化により宮型霊柩車の新造が難しくなったことによる（#宮型から洋型へのシフト）。
また、棺のみを運ぶ霊柩車に対し、参列者を同時に運べるバス型霊柩車が増えている。バス型は大型観光バス型からマイクロバス型まで様々なサイズがある。バス型霊柩車の外観は通常のバスと大差なく、一見して霊柩車とは分からない。
霊柩車に対しては「走っているのを見かけた場合は、親指を隠さないと親の死に目に会えない」といった迷信が一部にある。
前述したようにキリスト教圏では霊柩車はタブー視されないため霊柩車のプラモデルやミニカーが販売されているが、日本ではほとんど製品化されていない。珍しい例としては、米沢玩具（現：アガツマ）が1980年にミニカー「ダイヤペット」のファンクラブ会員限定品として「リンカーン・コンチネンタル宮型霊柩車・神宮寺型四方破風大竜造」を限定発売したことがある。当時霊柩車の最大手メーカーであった米津工房（2002年倒産）が製品を監修し、同社による解説書とお守りが同封されていた。

## 霊柩自動車

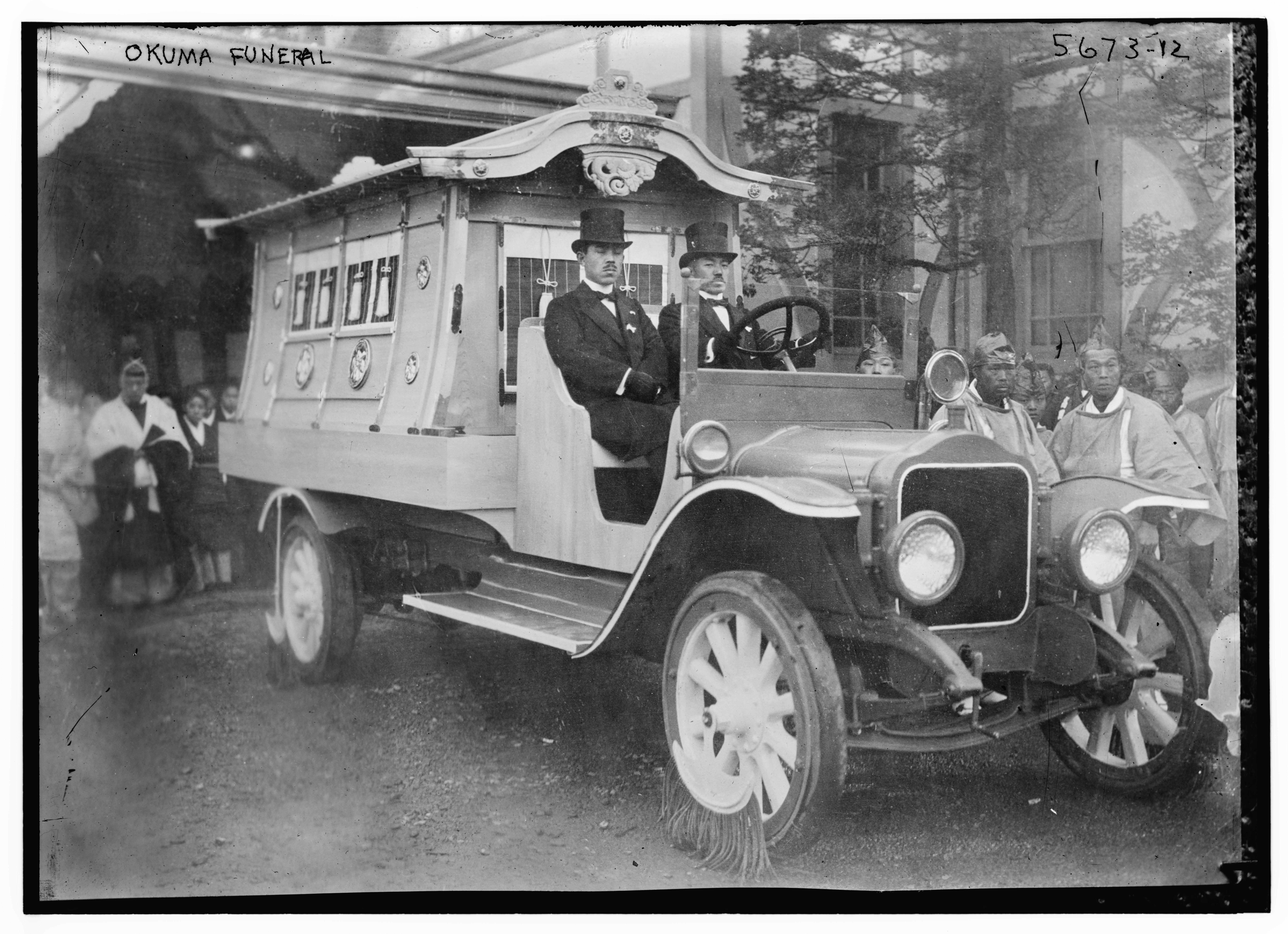
大隈重信の棺を乗せた霊柩車（1922年）

### 形態
様式は、おおむね宮型・洋型・バス型・バン型に分類される。これら4種とも、棺をスムーズに載せるためのレールと、棺を固定するためのストッパーが設けられている。通常の自動車の走行用ホーンとは別に、専用ホーンが装備されており出棺時に鳴らす。
霊柩車自体の価格が高額であることから、車種により葬儀費用が変動することが多く、ワンボックスカー、バス型、洋型、宮型の順に高額となる。

#### 宮型
高級乗用車やピックアップトラックを改造し、宗教的装飾（主に神社や神輿寺院を模したもの）のある棺室を設置したもの。
ベース車の車種は、乗用車ではキャデラックブロアム、リンカーンタウンカー、トヨタ・クラウンなど、ピックアップトラックではハイラックス、ダットサントラックなどが用いられる。ピックアップトラックがベースの場合は、同メーカーの高級乗用車（クラウン、センチュリー、シーマ等）のフロント部分を移植し（顔面スワップ）、宮型の架装を施すなどして威厳を持たせた上で、エンジンは種車となったピックアップトラックのものをそのまま用いる。
棺を収める部分は「棺室」と呼び、壁面や天井部分に極楽浄土を描いたもの、木彫りの蓮の花などが描かれている。金細工や銅板細工、白木、金箔や漆塗りなど、水気に弱い素材が多く用いられることから、雨天時の葬儀は透明なビニールカバーをかけて運用される。
宮型霊柩車は地域的な偏りが大きく、普及している地域とほとんど存在しない地域に分かれる。棺室は白木のものと漆塗りのものがある。関東地方の宮型霊柩車には白木のものは少なく、たいていは漆塗りである。白木の宮型霊柩車は関西の高級霊柩車に多くみられる。
ベース車が高価である上に、架装とそれに伴う補強がほぼ全て職人の手作業であることからさらに高額となり、新車を購入すると約2,000万円と言われる。
かつては中古車でも高額で取引される上に、用途が限られることから会葬事業者間で売買されることがほとんどであり、一般の市場に流通することは少なかった。現代では需要が減少したことで買い手が付かず、オークションに格安で出品されることもある。外国人には非常に物珍しく見え、金細工や装飾が日本らしさの象徴と映るため、中古車の購入・輸出を試みる者もいる。
日本では人気が落ちている宮型であるが、モンゴルでは日本から輸入するほどの人気である。共産主義政権時代（1924 - 1992）に寺院が破壊されたという事情から「走る寺」として歓迎され、仏教復興に一役買っている。
2021年にミャンマーで軍事政権に抗議する市民デモが行われ、女性が死亡。各メディアで葬儀の映像が配信されたが、メルセデス・ベンツ・Sクラス（W220）の改造と思しきミャンマー風宮型霊柩車の姿が確認できる 。
韓国でも、喪輿（サンヨ）と呼ばれる伝統的な棺を運ぶ道具を模した、日本の宮型霊柩車に似た霊柩車が製造されていたことがあるが、現在では改造する業者の撤退と、日本と同様に洋型霊柩車や霊柩バスに押されて、ほとんど見ることは無い。

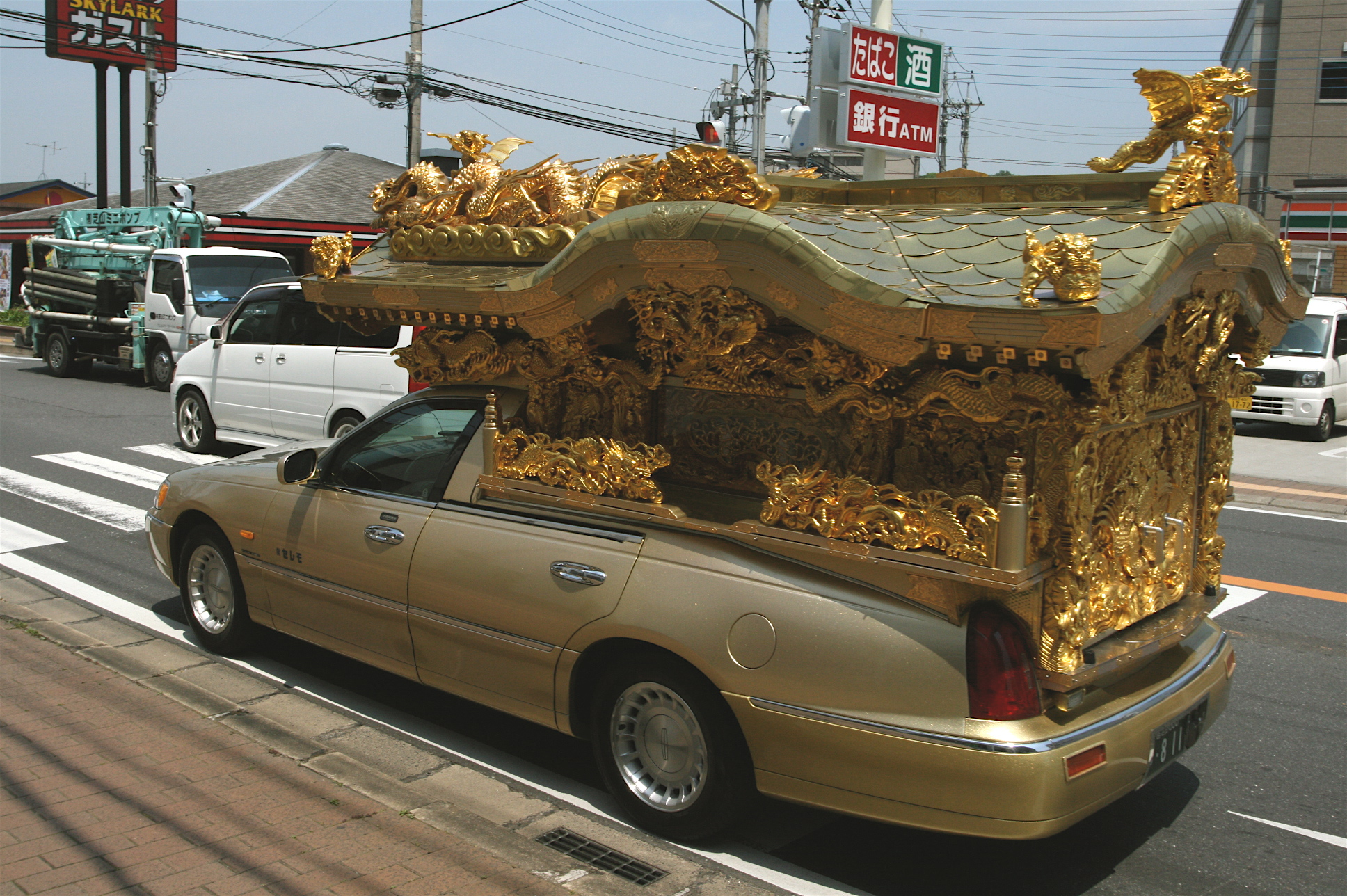
車体が金色に塗られた宮型霊柩車
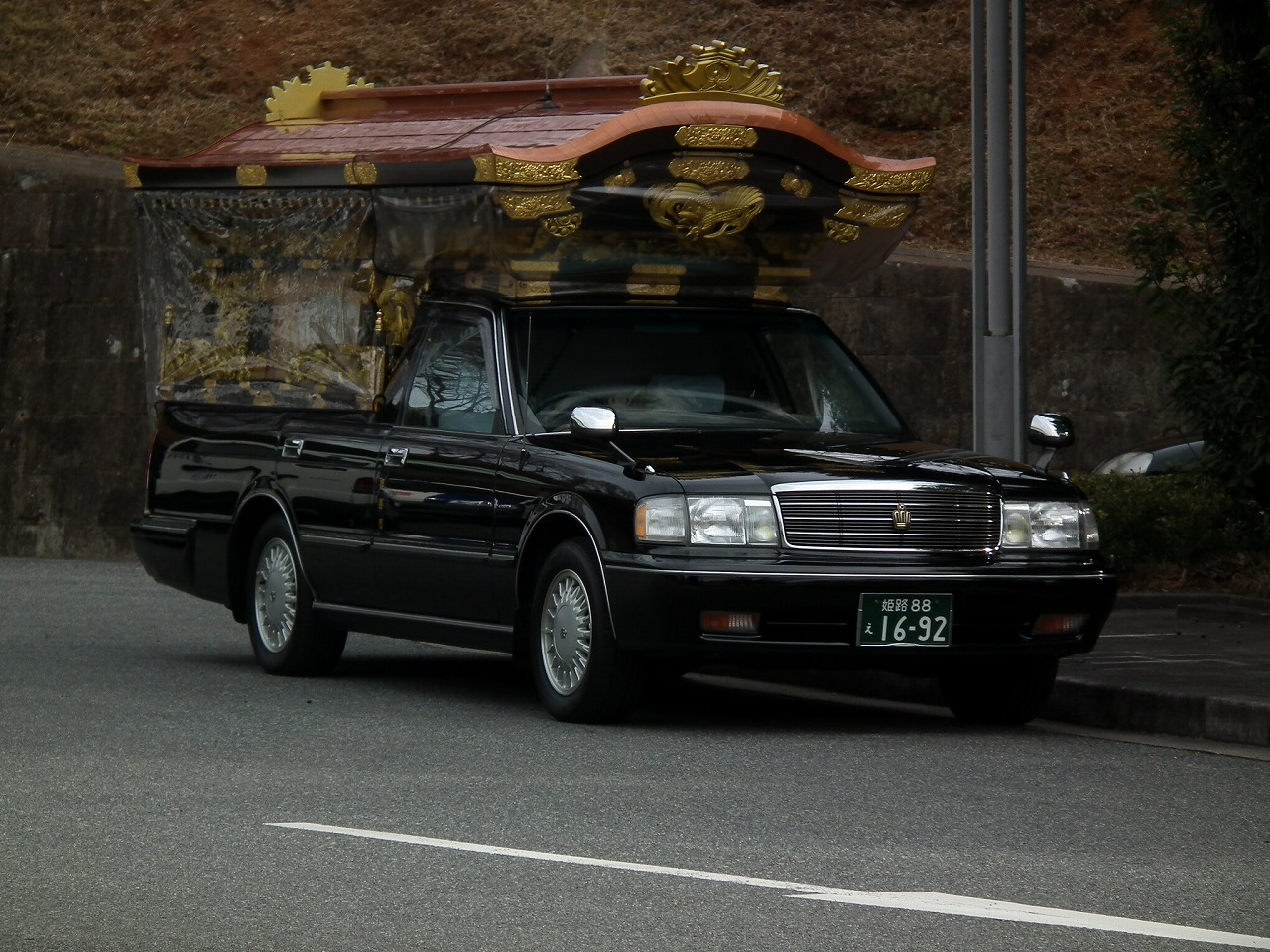
姫路の宮型霊柩車 雨天のため側面にビニールカバーをかけている
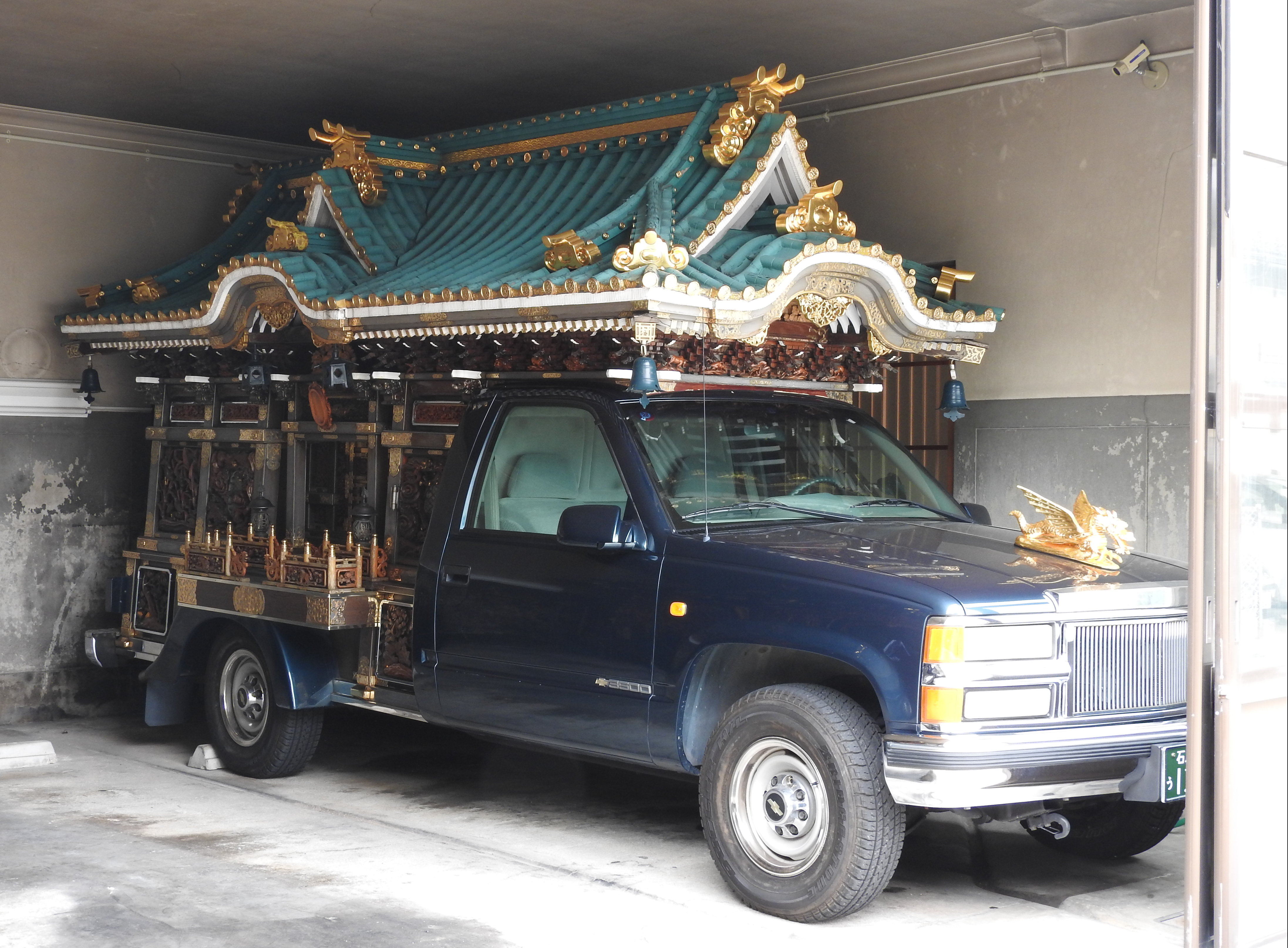
金沢の宮型霊柩車

#### 洋型
ある程度以上の大型の高級乗用車やステーションワゴンを改造して作られる。荷台部分に取り付けられる装飾は、クラシックカーに見られるランドー・ジョイント（幌を開閉・固定する金具）を模している。ボディストレッチしてキャビンやリアオーバーハングを延長している場合が多く「リムジン型」と呼ばれることも多い。
車体色はやはり黒塗りが多いが、近年はパールホワイトやシルバー等が微増傾向にある。架装時のボディパネルの繋ぎ目等を隠すためなどから、多くはレザートップである。会葬者や親族が同乗できるよう後部座席が付けられている車や、前列3人乗りのベンチシート・コラムシフト（いわゆる「ベンコラ」）仕様車もある。
特に架装部分は非常に重量があるため、ある程度の架装までは強度が確保できるフレーム式の車種をベースとすることが多かったが、いわゆる高級車でもモノコックボディの車が増え、宮型の架装には相応の補強が必要となり高額となった。ほぼ時を同じくして架装が比較的容易な洋型が増加した。
宮型のベース車ではトヨタ・クラウンワゴンや前出のキャデラックが使われていたが、洋型のベース車はトヨタ・クラウンエステート等の高級ワゴン車をボディストレッチしてリムジン化し使用することが多い。国内高級車の上級移行によってステーションワゴンが廃止されたため、3ボックスセダンをベースとするようになった。セダンを改造する場合は、通常は後部をステーションワゴンのような形にして屋根も高められる。
その一方で少数ながらフォーマル性を優先して、高級セダンを3ボックスのままリムジン化し、霊柩車らしさを抑えたタイプもある。このタイプは後部開口部を広げるため、デッキ付きのハッチバック（量産市販車でのわかりやすい例を挙げればダイハツ・アプローズなどがある）に改造されている。
従来はベース車に大型高級車を使うのが主流だったが、光岡自動車からステーションワゴンのトヨタ・カローラフィールダー（2代目、E140G型）をベースとした「おくりぐるま ミツオカリムジン type2-04（ニイゼロヨン）」が発売された。2012年5月にベース車の新車販売が終了したため、現在は認定中古車として販売されている。

#### 宮型から洋型へのシフト
日本では宮型霊柩車は数を減らし、洋型が好まれるようになっている。これには以下のような理由が挙げられる。
宮型霊柩車が忌避されるようになった
- 派手さ：それまでの地域ぐるみで参列する大規模で派手な葬儀から、家族葬や密葬などの小規模で質素な葬儀が好まれるようになった。
- 一見して霊柩車と分かる外観：火葬場などの付近では、霊柩車が頻繁に通ることになるが、一見して霊柩車と分かる宮型は死を連想させるとして地元住民から忌避されるようになった[15]。火葬場によっては宮型霊柩車の乗り入れを禁止している[16]。

宮型霊柩車の製造・購入・維持が難しくなった
- 保安基準の改定：ベース車が乗用車であれば、乗用車の外装突起規制が適用される。そのため、2009年（平成21年）以降に製造された車両では外装突起規制を満たせず、登録できない。そのため、実質的に宮型霊柩車の新造は禁止されている。
- ベース車の減少：乗用車では宮型霊柩車を製造するのに向いたラダーフレーム構造の車種が減っている[注釈 1]。
- コスト面の問題：宮型霊柩車は装飾・架装の重量が大きいため、ベース車として高額で頑丈な車両が必要となる。また、装飾・架装も職人による手作りである。そのため、洋型霊柩車と比較して高価になりやすい。
- 維持管理の問題：保安基準の改定により、ベース車が実質的に2008年式以前に限定されるため、補修パーツの絶版により維持修理が困難となる。また架装部分に関しても、彫金・木工職人の減少や高齢化で維持管理が難しくなっている。

#### バス型（霊柩バス）

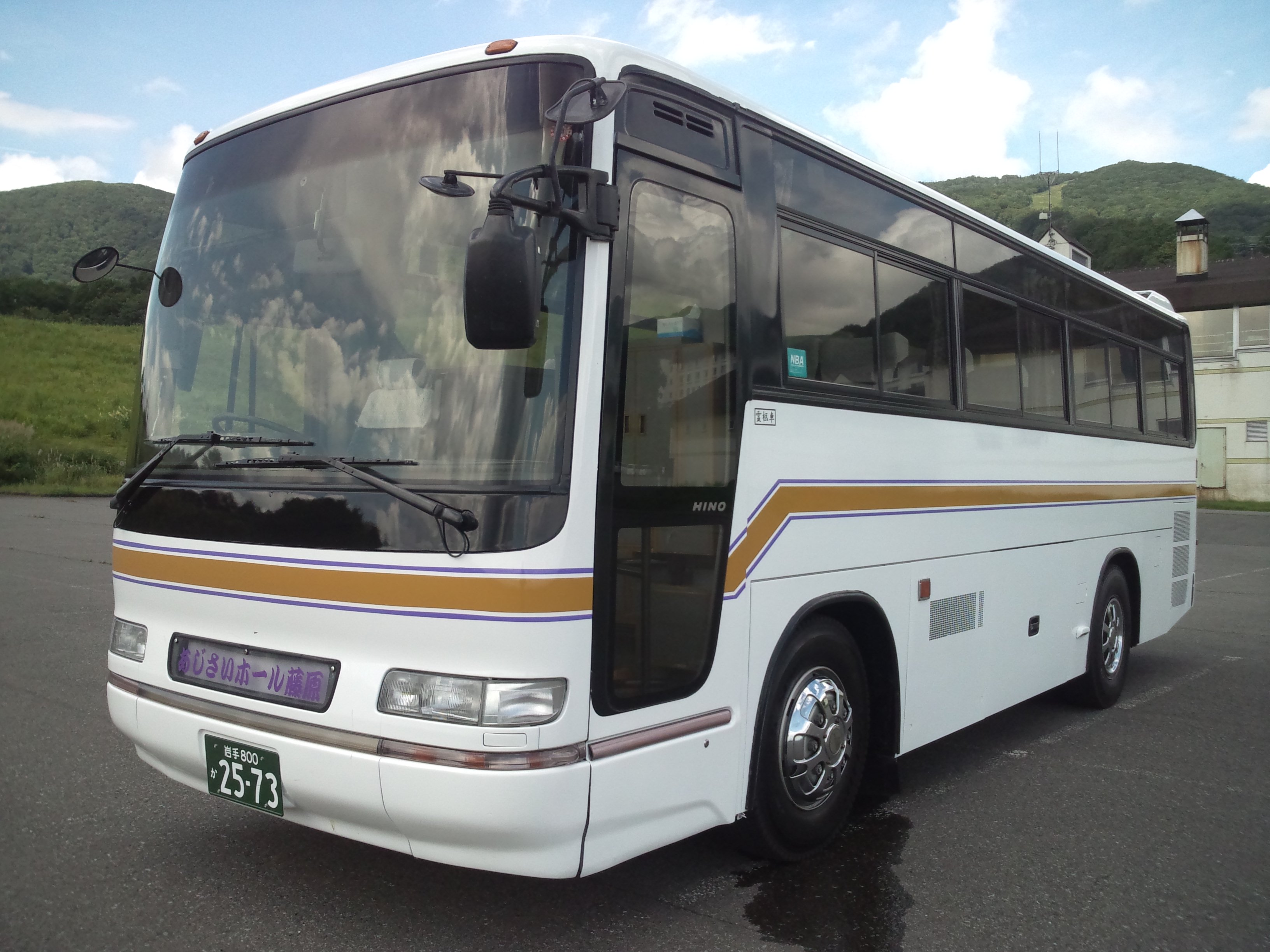
バス型霊柩車（霊柩バス）
日野・セレガ（9m車）
2012年8月23日、岩手県で撮影。
増加する小規模な葬祭需要に対応するため観光バス仕様を構造改造したもので、中央部トランクスペースに棺箱収納が可能。
北海道・北陸・東北の霊柩バスでは7m車が主流で、客室内部に棺箱収納が多い中、東北運輸局管内での9m車は初登録となる。

バス型は、マイクロバスや中型・大型バスを改造して作られている。
棺の他、葬儀の参加者を乗せるスペースがある場合がある。地域的な差が大きく、特に冬季の気候が厳しいことから自宅葬が少なく葬儀会場葬が多い北海道などでは主流である。
フロントエンジン（キャブオーバー）のマイクロバスは後部に棺を収めるタイプが主であり、リアエンジンの中型・大型バスは床下中央部のトランクルームに設けられた棺室に収めるタイプが主である。
マイクロバスや前扉仕様の低床型送迎バスをベースにした霊柩バスでは、トランクルームそのものがない場合には棺室用にトランクルームが新たに設けられることが多く、また狭いながらもトランクルームがある場合には棺室のスペースを確保するために広げられる場合もある。これにより棺室の部分に当たる座席は撤去されている。
観光バスをベースにした霊柩バスでは、客室の床を通常より高い位置に配置した構造（いわゆるハイデッカー）により、座席を一切撤去することなく床下中央部のトランクルームに棺室が設けられる。このため、棺室の真上に当たる座席にロープを引っ掛けるフックが取り付けられており、棺を搭載する際にはロープを掛けた上でその座席を使用不可として扱い、棺を搭載しないときはロープを外した上でその座席を使用可として扱う。

#### バン型
葬儀場所から火葬場や墓地まで遺体を搬送するのに使われるだけではなく、遺体を病院などから自宅、自宅から葬儀会場へ移動させる際にも用いられる。もっぱら後者の用途に使われるものについては、「寝台車」「搬送車」と呼ばれる。自宅から葬儀会場へ運ぶ場合は納棺を済ませている場合も多いので、棺を乗せられるようになっている。
ミニバンやステーションワゴンを改造して作られ、後部座席を半分ほど撤去してストレッチャーごと遺体を乗せる台が取り付けられている。病院などへの乗り入れを考慮し、装飾などを施さず、ナンバープレートや前ドア下部の「限定」表記でしか霊柩車と分からない外観をしているものがある。
首都圏では、前面・後面に「白地に緑十字」の「東京寝台自動車株式会社」の寝台車が有名（ただし同社の車両は生体の輸送にも用いる）。「一般旅客自動車運送事業」の許可に基づき、車検証の「車体の形状」欄は「霊柩車」「患者輸送車」となっている。

#### その他
欧米では少数ながらオートバイやトライクなどによるバイク式の霊柩車を運用する葬儀社も存在する。これらの霊柩車は、棺室の搭載方法により、側車型、一体型（トライク型が大半だがオートバイ型もある）、トレーラー型に大別できる。さらに自転車を改造した側車型（一輪側車型の他に全四輪仕様のクワッドサイクル型も存在する）、トライク型（バイク式同様の後輪2輪型の他、前輪2輪タイプのリバーストライク型もある）など、さまざまな霊柩自転車が運用される。
また、アジアではトラックも霊柩車として利用される。

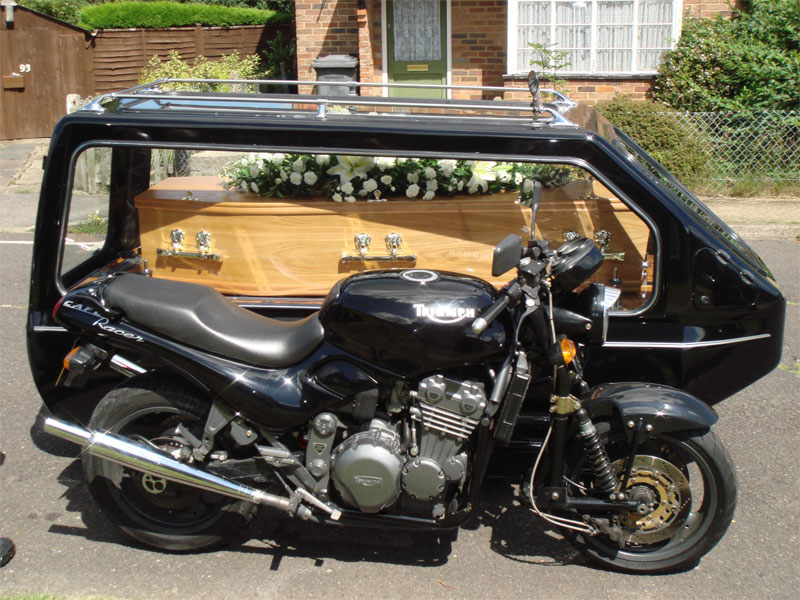
バイク式（側車型）霊柩車の例。
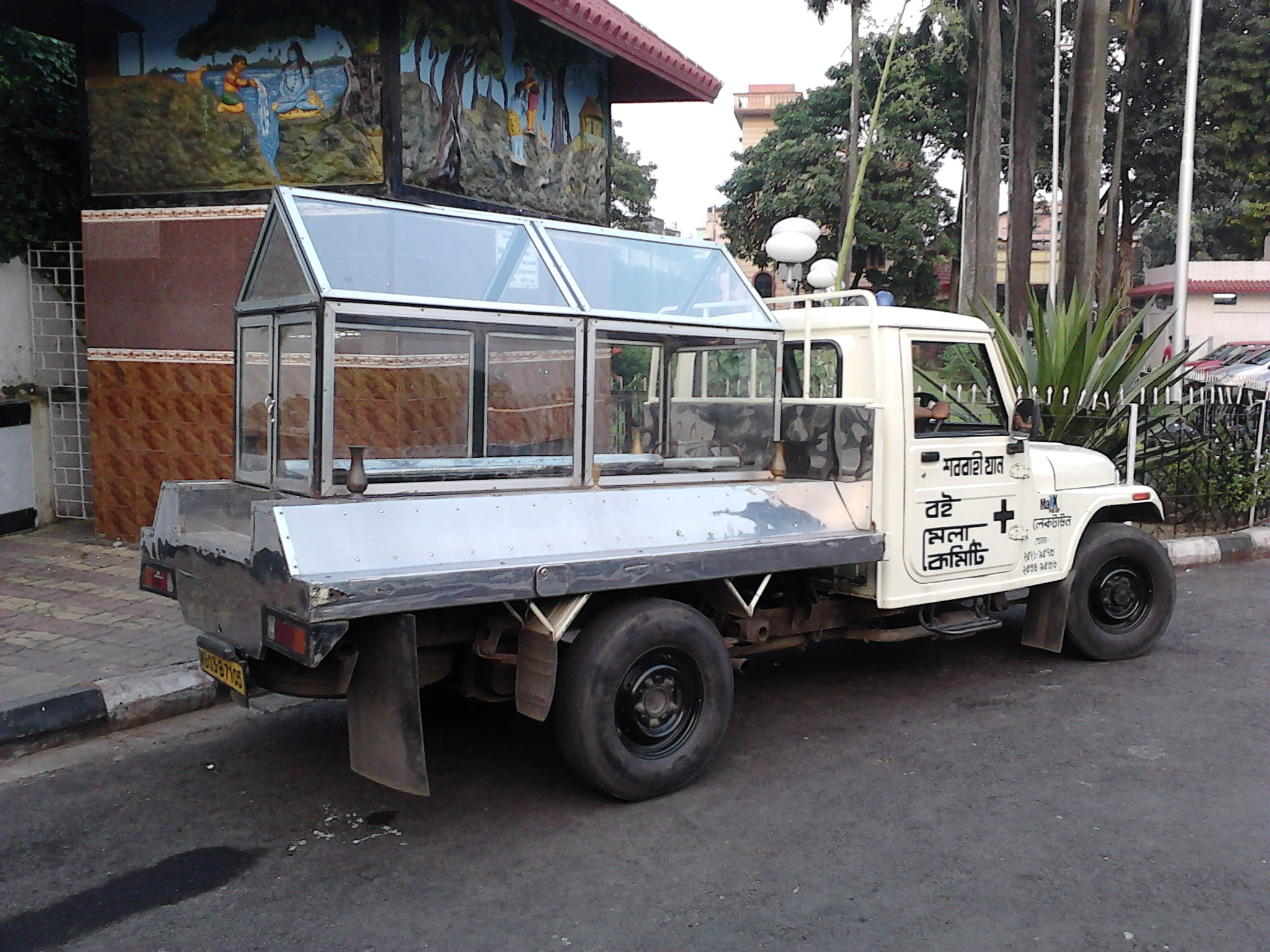
インドにおける例。荷台に設置されたガラスの棺にリンネル布に包んだ遺体を安置して火葬場まで運ぶ。
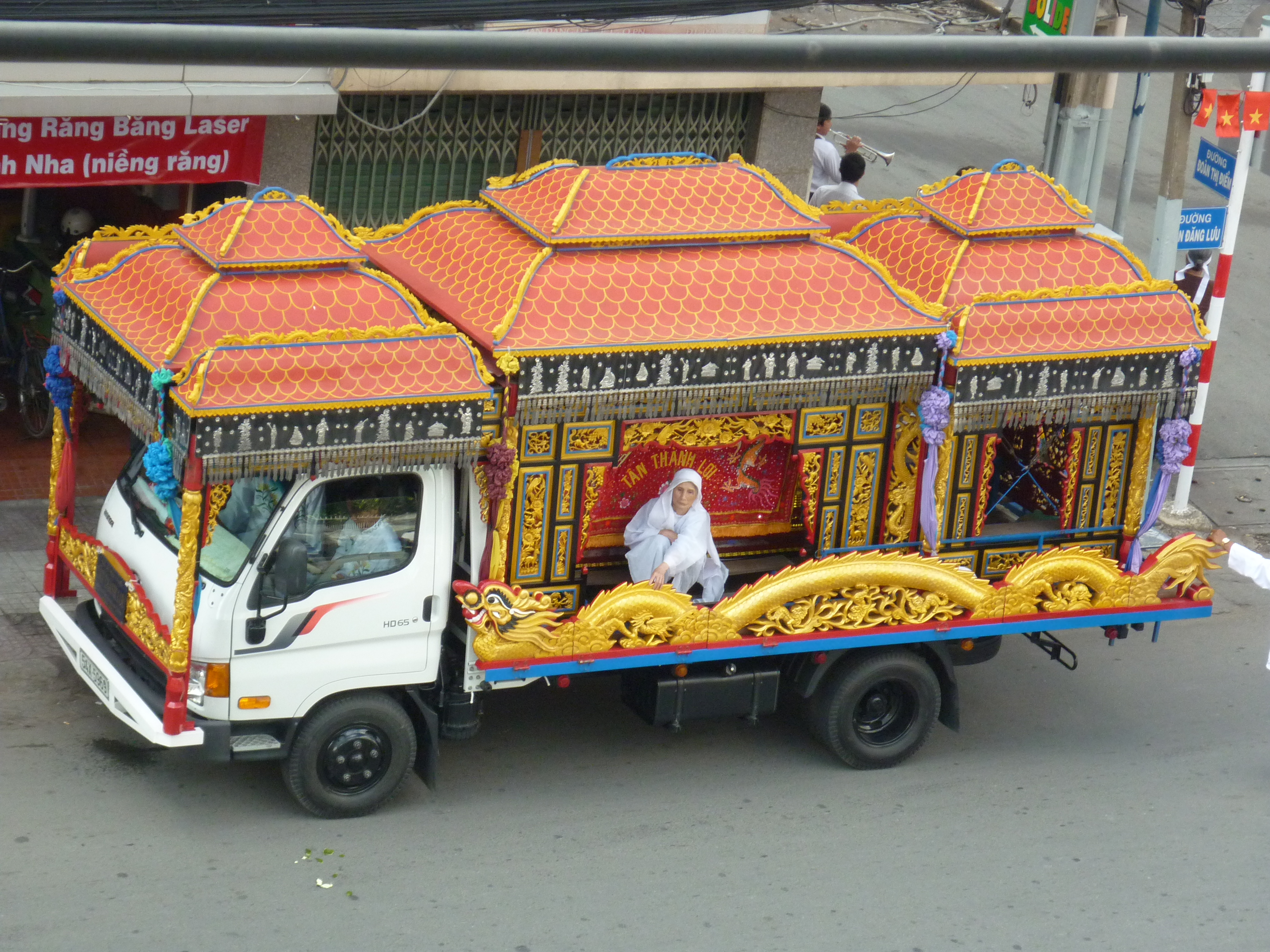
ベトナムにおける例。華やかに装飾されたヒョンデ・HD65や出番に備える楽隊の姿から、盛大な葬列を設えることが解る。

### 法令上の制限
日本では、遺体を葬祭式場から火葬場（土葬の場合は墓地）へ移動する際に使用される特種用途自動車である。
道路運送法では、遺体は貨物に区分される。許可の区分からも貨物自動車の一種として扱われるが、棺・遺体等の重量は積載量としてみなされないため、霊柩車には最大積載量は設定されない。
洋型や宮形を保有する葬儀社等は一般貨物自動車運送事業（霊きゅう限定）の認可を取得している。遺体は法律上「人」ではなく「物」であることから旅客運送には当たらないため、第二種運転免許は必要ではないが、しばしば喪主を助手席に乗せ営業運行するなどの理由で、葬儀社の内規により二種免許を保有する運転手のみを割り当てることもある。
バス型を保有する葬儀社等は、一般貸切旅客自動車運送事業（貸切バス事業）の認可が必要となる。遺体は「団体客の手荷物」として付随する荷物扱いとなるが、車両には棺を固定するスペースを設置することから用途が限定され、バスであっても8ナンバーの霊柩車となり、運転席ドア付近に「霊柩」の表示を要する。このためバス型霊柩車での営業運転には、車体の大きさに応じた二種免許（中型二種・大型二種）保有者による運行が必要となる。
軽バンをベース車とした軽自動車規格に収まる霊柩車も極めて少数だが存在し、事業用特種用途車（黒地に黄文字の8ナンバー）が交付される。この場合は軽貨物自動車運送事業に該当する。
車検証上の「車体の形状」を「霊柩車（621）」とする車両は、地方自治体等が使用する場合を除き、その用途を事業用自動車としてのみ登録できる。このため市中で見かける霊柩車はほぼ例外なく事業用の緑ナンバー車であり、運転席ドアに「限定」の表示がある。
外見上は霊柩車であっても、白ナンバー（自家用自動車）登録の場合は、8ナンバー（特種用途自動車）なら「患者輸送車」もしくは地方自治体等の保有する霊柩車であり、1・4ナンバー車（貨物自動車）の場合は「バン」型の貨物車として登録されている（霊柩車特有の見掛けの問題はさておき、要件を満たせば登録自体は可能）。1つの自治体（市・区・郡）に対して保有台数の上限があると言われ、霊柩車を保有したい事業者の新規参入は、空き枠がある地方部を除いて難しいとされる。
2016年から2017年にかけて、国土交通省からの許可を得ずに白ナンバー車を霊柩車として運行していたとして、東京都や神奈川県の葬祭業者5社が、2017年5月に神奈川県警察から書類送検されている。
なお、地方運輸局長令により、霊柩車のレンタカー登録・貸出は行うことができない。

### 主なメーカー

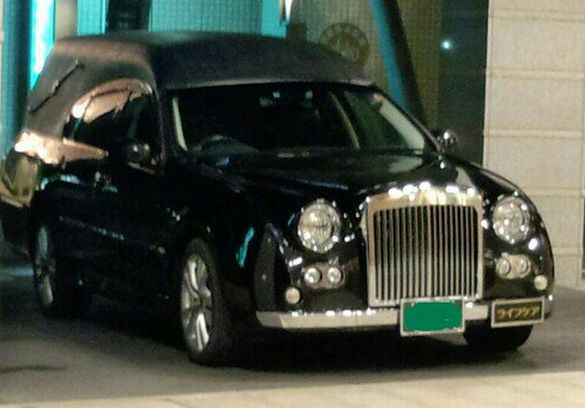
光岡・ガリューIII「おくりぐるま」

- 光岡自動車 -「おくりぐるま」の名称で販売
- ジャパンネクスト - 霊柩車製造販売会社
- ティ・アール・ジィ株式会社1965年創業。洋型霊柩車のパイオニアとして知られる。
- カワキタ
- ジェイ・エフ・シー (JFC)  - 米津工房の倒産後、同社に在籍していた有志が立ち上げた会社。宮型霊柩車も製造している。

## 鉄道車両
かつては鉄道車両にも「霊柩列車」が存在した。

### 鉄道院・鉄道省
英照皇太后、明治天皇及び大正天皇の崩御の際に、その遺体を輸送するために轜車が製作された。皇族以外の者では病客車によって遺体が搬送された記録が残っており、東海道本線で大磯から京都まで運ばれた新島襄や、東北本線で東京から盛岡に運ばれた原敬の例がある。

### 名古屋市
一般用としては、1915年（大正4年）に名古屋市に市営の共同墓地と火葬場（八事霊園）が建設されたことに伴い、尾張電気軌道（名古屋市電の前身の一つ）が墓地に線路を引き込み、既存の電車（9号とされるが、4号とする説もあり）を改造して霊柩電車を製作している。前述の轜車をプロトタイプとして製造されたと伝えられる。この霊柩電車は、車体の中央部に棺を出し入れする幅1800mmの扉を設置し、会葬者とともに墓地まで運んだという。この霊柩電車は1935年（昭和10年）頃まで使用されたが、1931年（昭和6年）までとする説もある。

### 名古屋市以外の計画
大阪
大阪では1915年（大正4年）に霊柩電車構想が浮上したが、第一次世界大戦開戦後に経済が復調すると大阪市の人口は150万人を超え、都市化と相まって自動車が普及し、霊柩電車構想は実現しなかった。
東京
東京は江戸時代以来下町に人口が集中していたが、1916年（大正5年）頃から東京への人口集中がさらに進み、下町では住宅不足に陥っていた。そのため、雑木林やススキの草原だった武蔵野・多摩で宅地開発が行われるようになり、火葬場も下町からこれらの地域に移転した。
1921年（大正10年）になると、当時はまだインターアーバンの路面電車であった京王電気軌道（現・京王電鉄）に霊柩電車を走らせる計画が浮上した。京王線沿線には多磨霊園があり、京王線から霊園まで既存の道路に軌道を敷設することを想定していたが、大阪同様に都市化の進行とともに自動車が普及し、この計画も実現されなかった。

### ロサンゼルス鉄道
アメリカ・ロサンゼルスの市内交通を担ったロサンゼルス鉄道が"Descanso"（安息・休憩の意）という愛称を持つ無番号で1910年製造の霊柩電車を保有していたことがあり、南カリフォルニア鉄道博物館に保存されている。

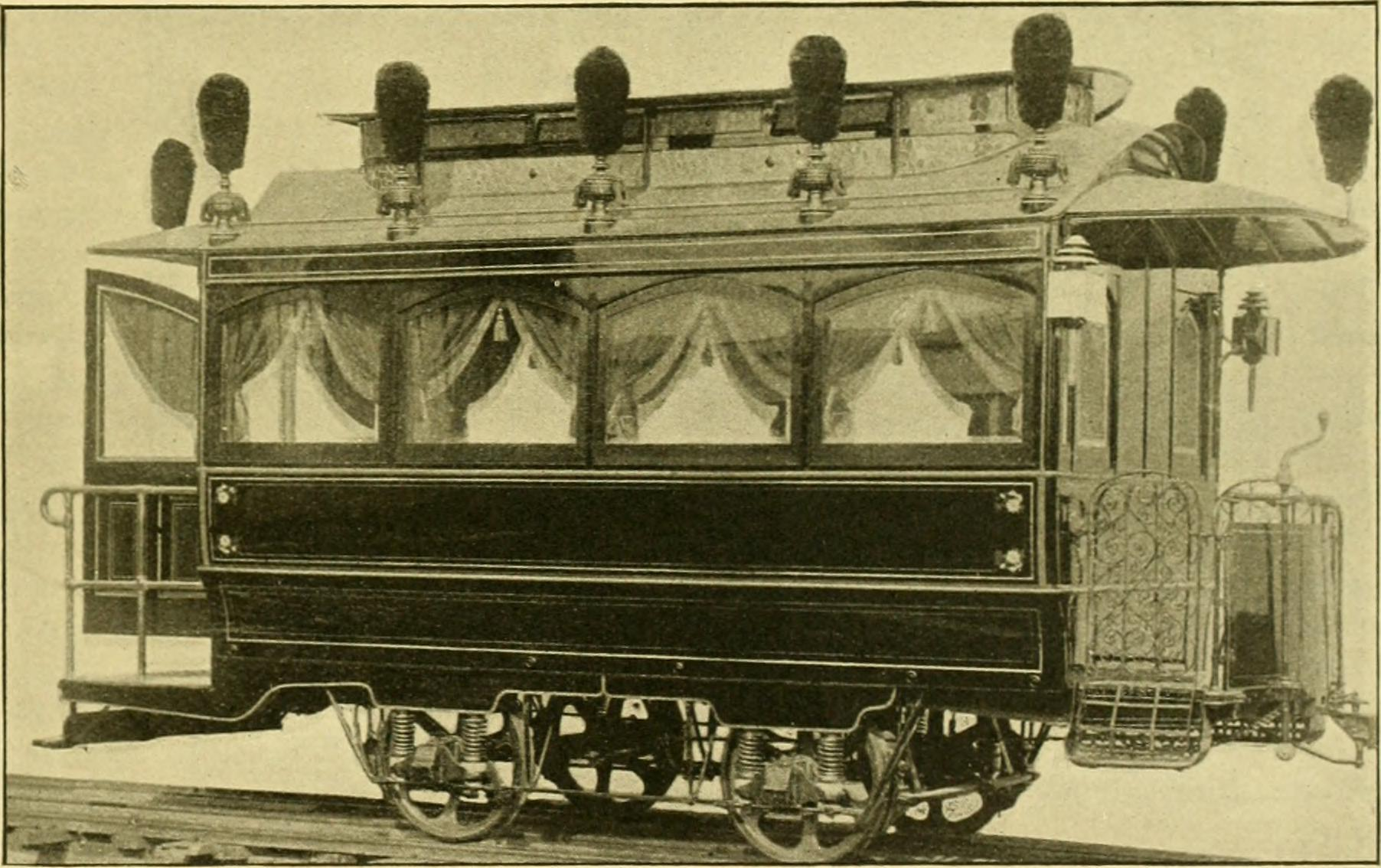
路面電車をベースとした世界初とされる鉄道霊柩車両
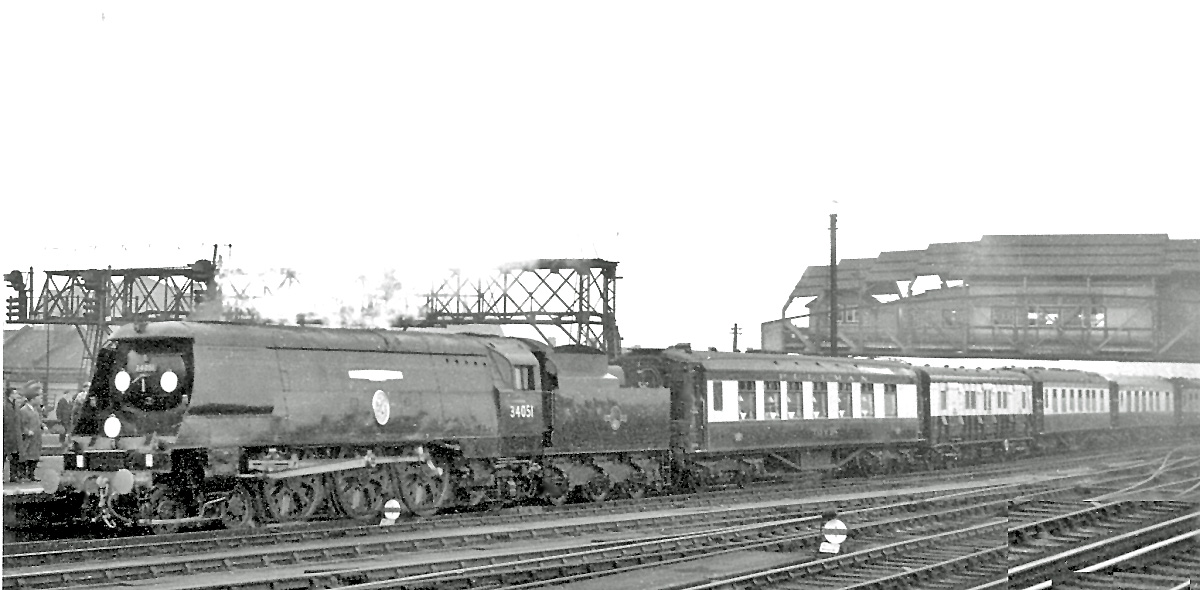
チャーチルの亡骸を運ぶ霊柩列車。イギリス、1965年
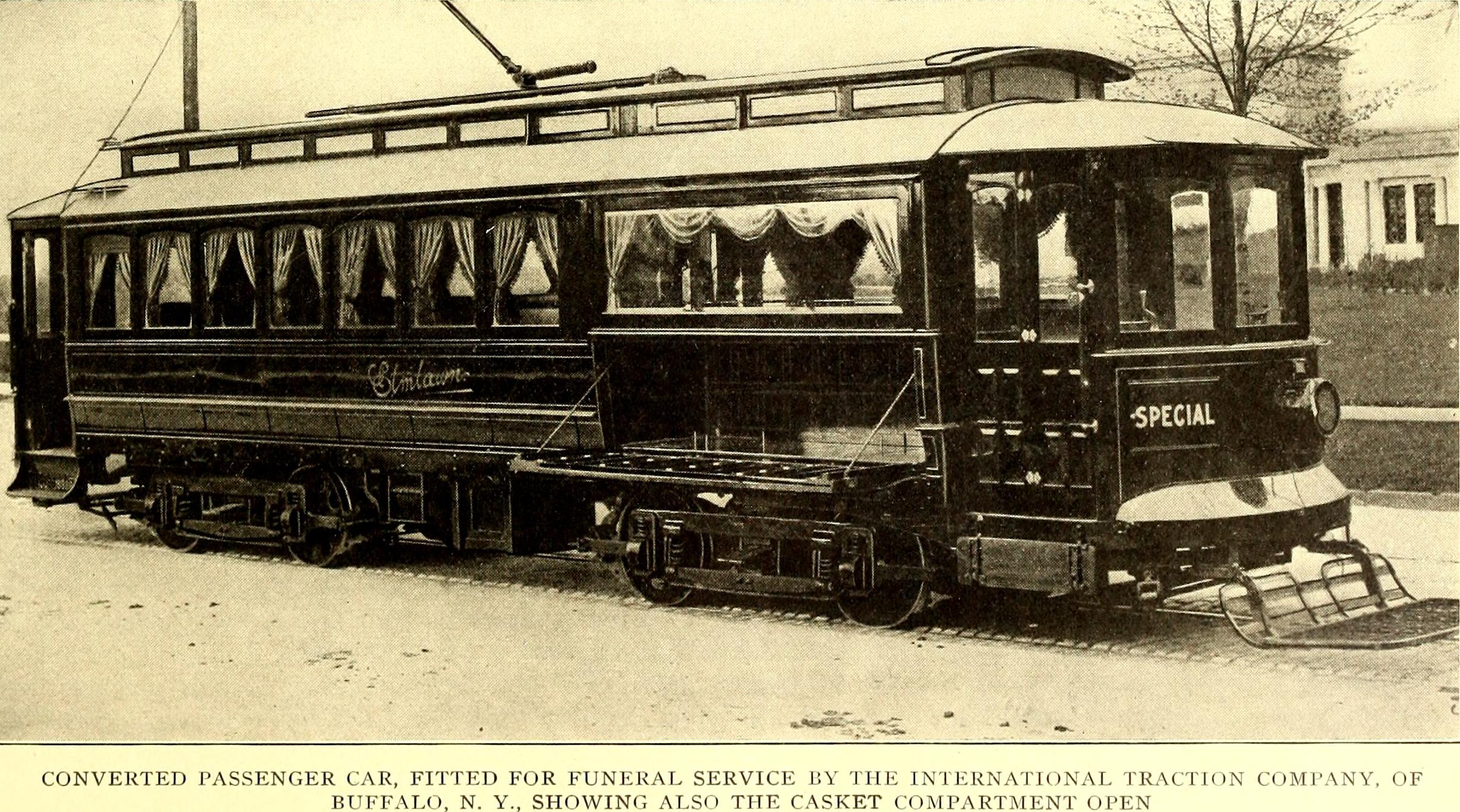
棺室の扉を開いた霊柩電車。アメリカ、1884年
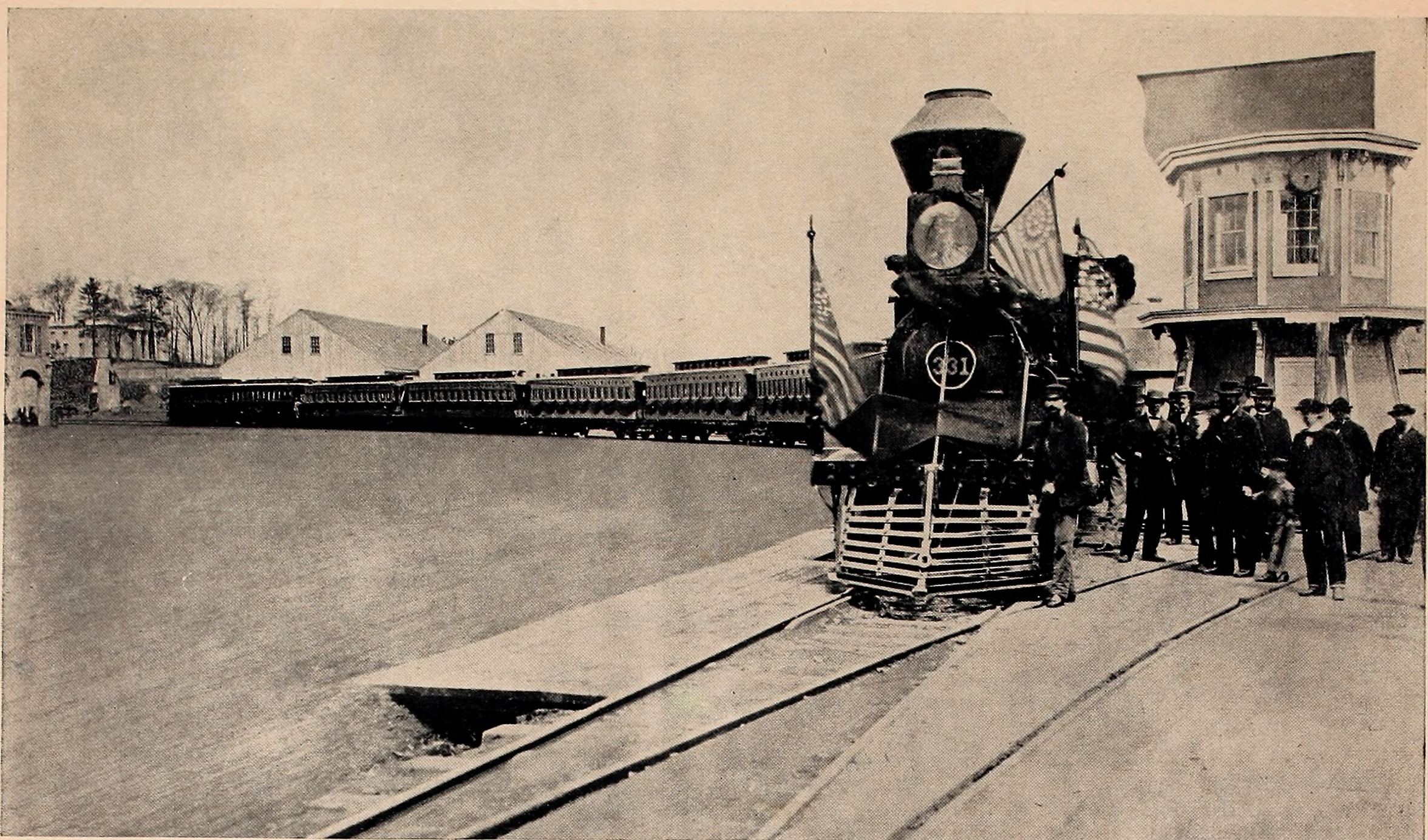
第16代米大統領エイブラハム・リンカーンの霊柩列車。1865年